# 12世紀

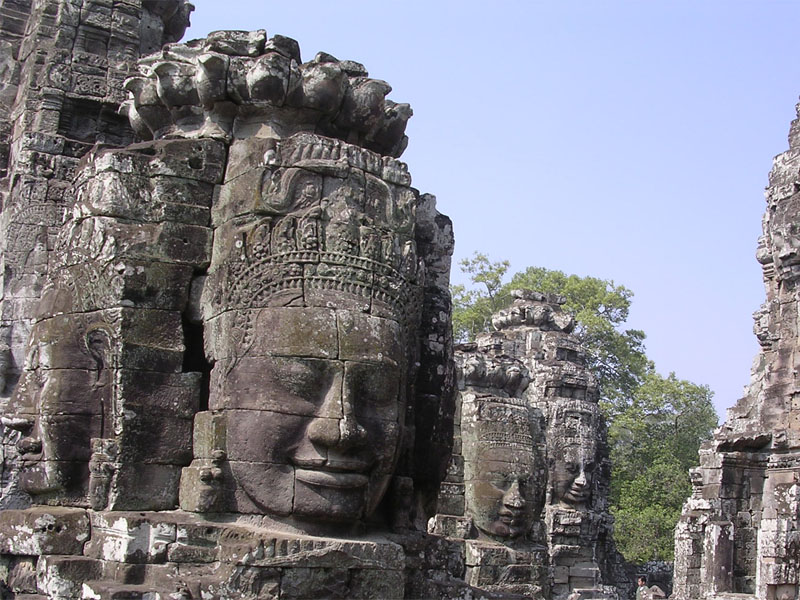
カンボジアの栄光。トンレサップ湖に面したこのアンコールの地にアンコール朝の王スーリヤヴァルマン2世はアンコール・ワットの建設を行い、続くジャヤーヴァルマン7世はアンコール・トムを築いた。画像はアンコール・トムのバイヨン四面像（観世音菩薩像）。

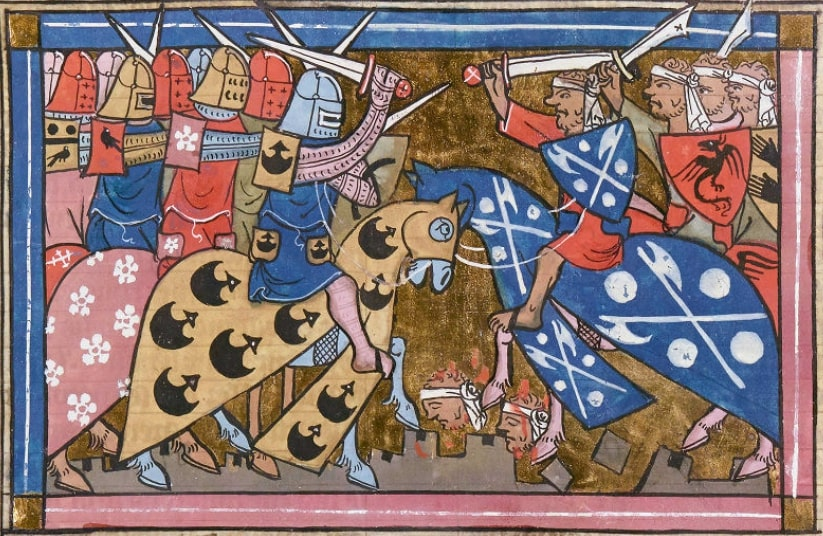
十字軍国家の消長。イスラム教徒の反撃が始まったことで十字軍国家は重大な存亡の局面に立たされ、西欧に向けて幾度となく十字軍が勧請された。画像はギヨーム・ド・ティール著『十字軍国家の歴史（海の向こう側（ウトラメール）の歴史）』写本に描かれた第2回十字軍。

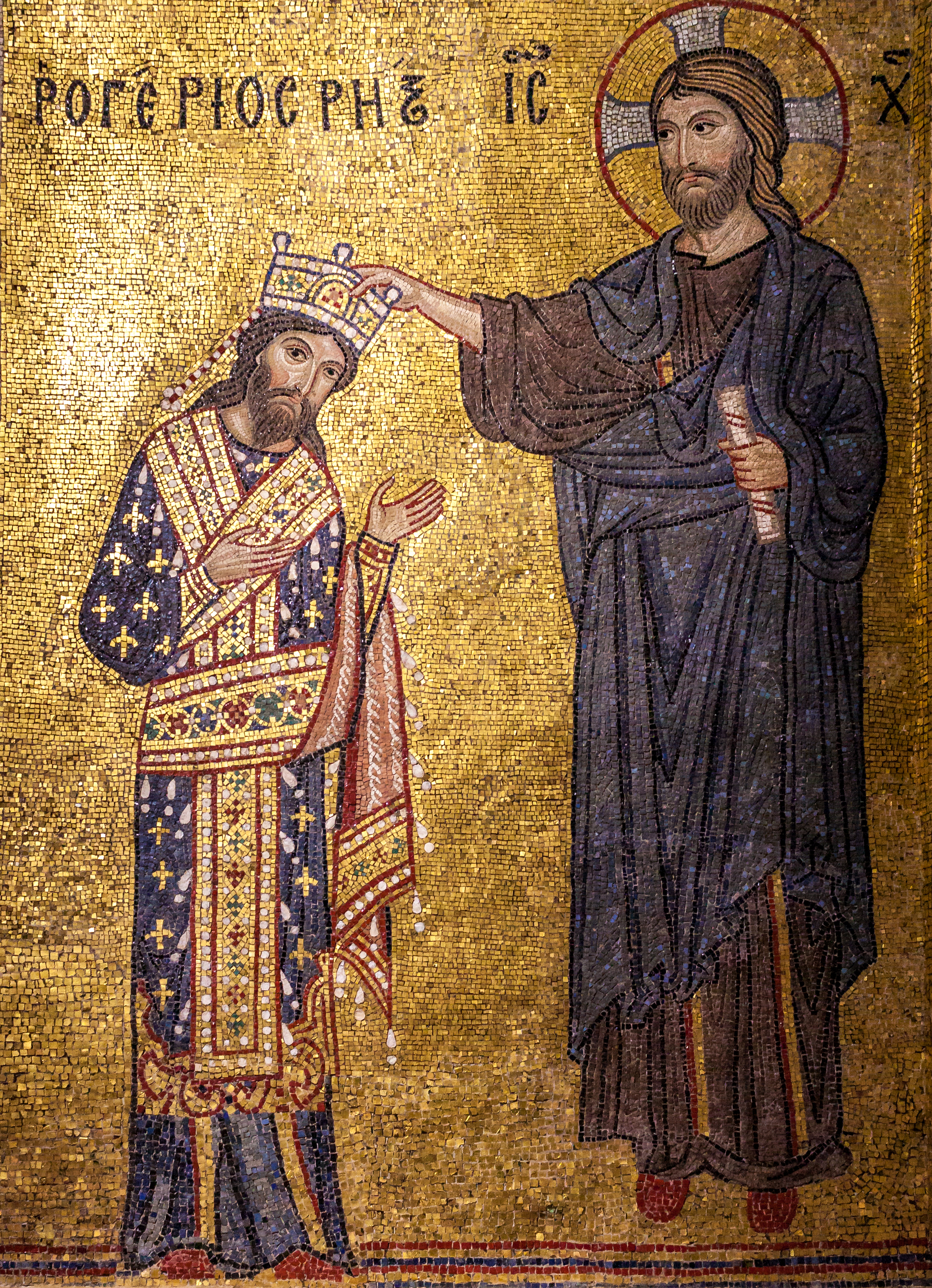
シチリア王国の繁栄。シチリア島ではギリシア・アラブ・ノルマンの文化が混交した。画像はノルマン人の王ルッジェーロ2世を描いたパレルモのマルトラーナ教会のモザイク壁画。

12世紀（じゅうにせいき）とは、西暦1101年から西暦1200年までの100年間を指す世紀。

## 12世紀の歴史

### ヨーロッパ

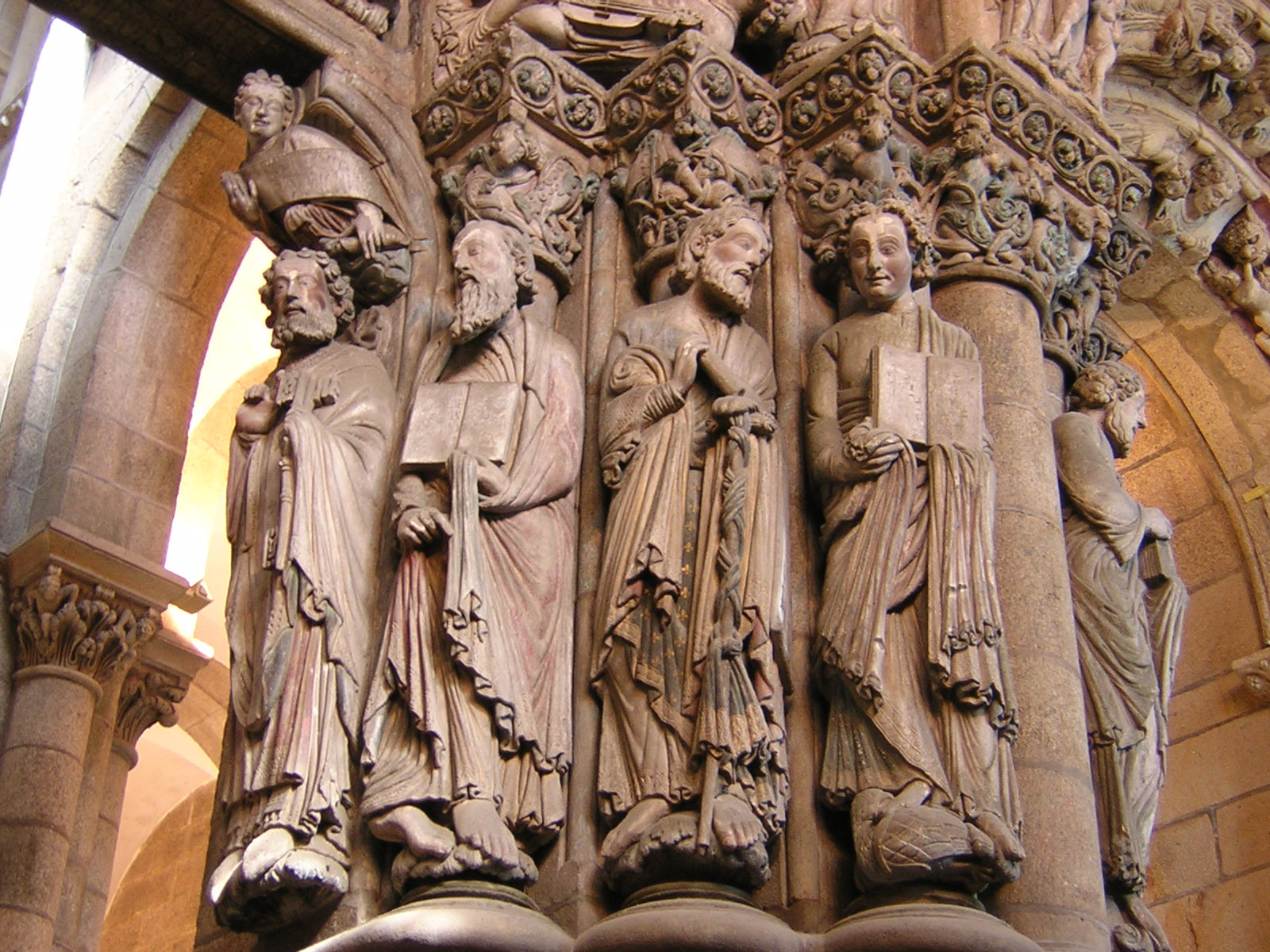
巡礼の隆盛。スペインのサンティアゴ・デ・コンポステーラ大聖堂の「栄光の門」のロマネスク様式の彫刻群。この地はサンティアゴ・デ・コンポステーラの巡礼路の終点であり、多くの信者がここを訪れた。

西ヨーロッパでは、前世紀に続き二度、第2回と第3回の十字軍の遠征が行なわれた（詳しくは以下の「西アジア」の節を参照）。また古典の文化がイスラム・ビザンツの文化を経由してヨーロッパに伝えられ、哲学・美術・文学などの分野でも新しい動きを見せた（12世紀ルネサンス）。またアラビア語に翻訳された古典ギリシア語著作が、シチリア島やスペインのトレドで組織立ってラテン語訳された時代でもあるため、「大翻訳時代」とも呼ばれている。

### 西アジア
十字軍に対するイスラムの反撃が始まり、1144年にエデッサが陥落する。これを受け、第2回十字軍がシリアのダマスカスを攻撃したが、敗退した。1187年、アイユーブ朝のスルタン、サラーフッディーンによりエルサレム王国軍が壊滅し（ヒッティーンの戦い）、約90年ぶりにエルサレムがイスラム側によって奪還された。この事件は第3回十字軍遠征（1189年-1192年）に発展したが、イングランドとフランス、そして神聖ローマ帝国の十字軍は薄く延びる沿岸地域の奪還にとどまった（ただし、休戦協定によりキリスト教徒のエルサレム巡礼の自由は保証された）。

### 東アジア

#### 中国
中国では、遼に服属していた女真が指導者完顔阿骨打により独立し金が建国された。金はその10年後には遼および北宋を滅ぼし北半を征服、新たに再興した南半を制する南宋と対峙することになる。

#### 日本

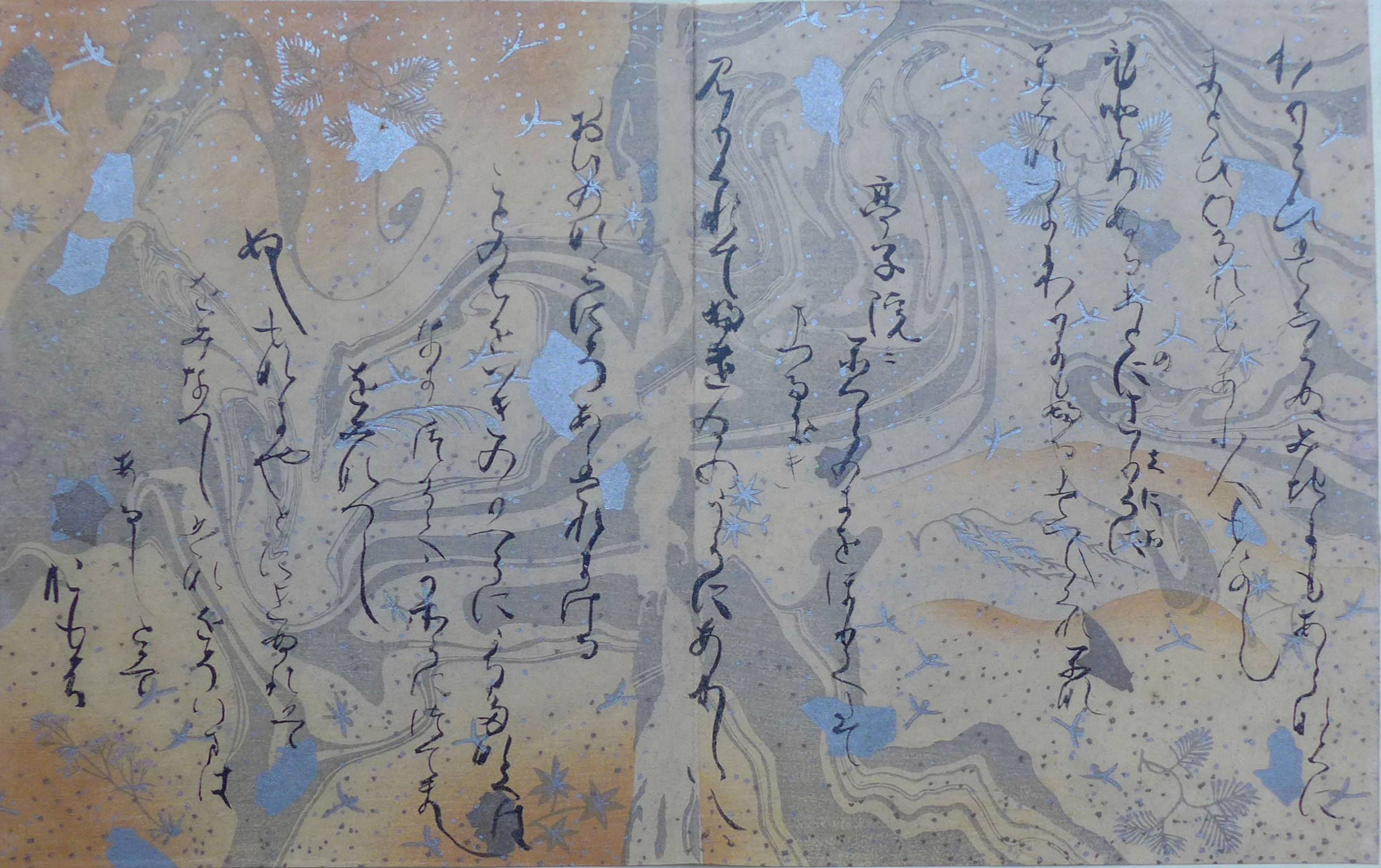
院政期の書。和歌を仮名でしたためる和様の書が確立されると、それに合わせて写本の料紙に彩色下絵・金銀の箔・雲母摺の地紋・墨流し・破り継ぎなど高度な装飾技法が施されるようになった。画像は「西本願寺本三十六人家集」の「躬恒集（部分）」で白河天皇の女御藤原道子の筆によるもの。

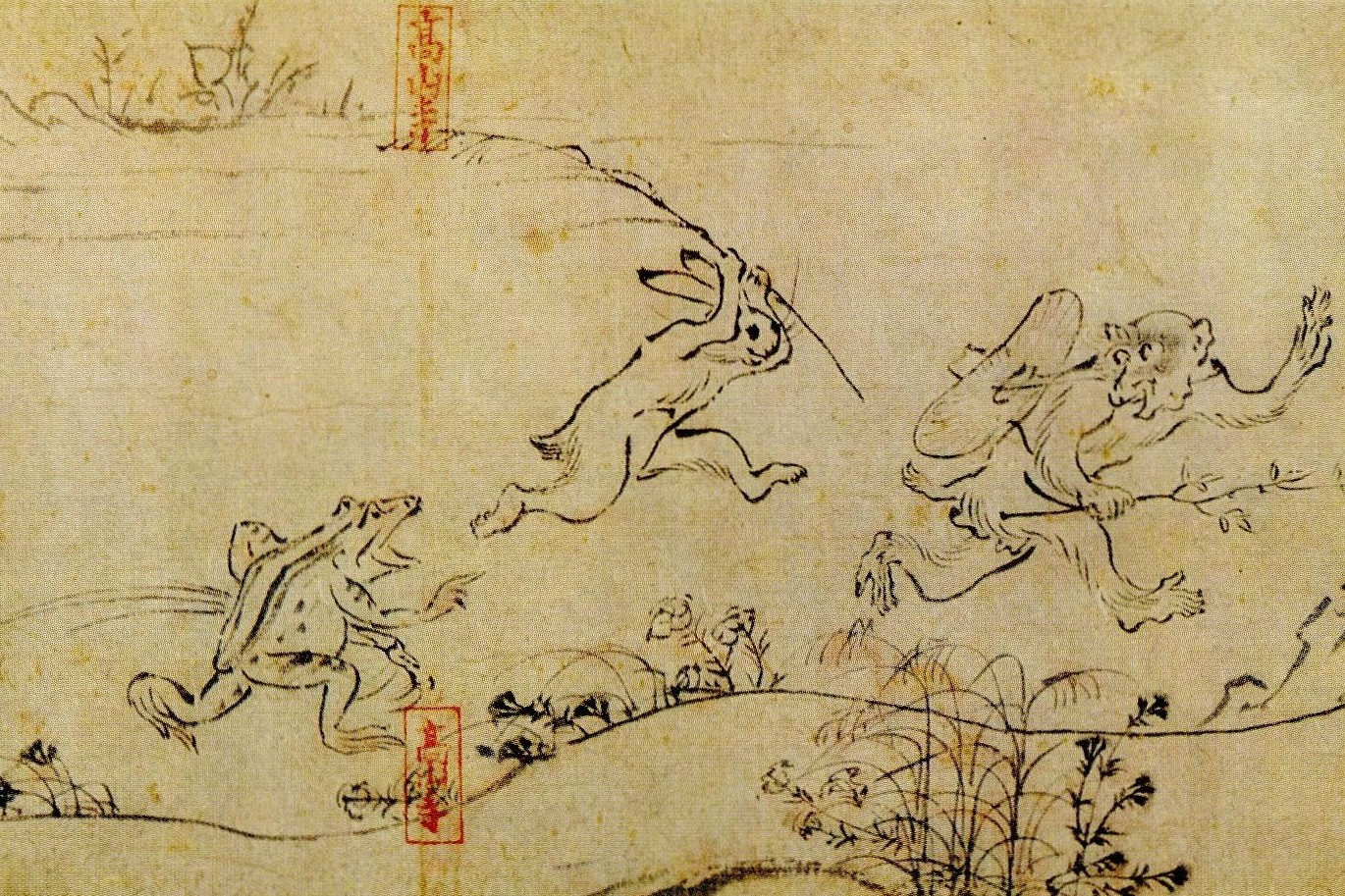
絵巻物の流行。大和絵の手法により絵と詞書を書き連ねる絵巻物が一世を風靡した。画像は京都高山寺に鳥羽僧正覚猷の名で伝来した「鳥獣戯画」。院政期文化を代表する逸品で動物たちの躍動感ある姿態の描写から｢漫画｣の祖とも呼ばれている。

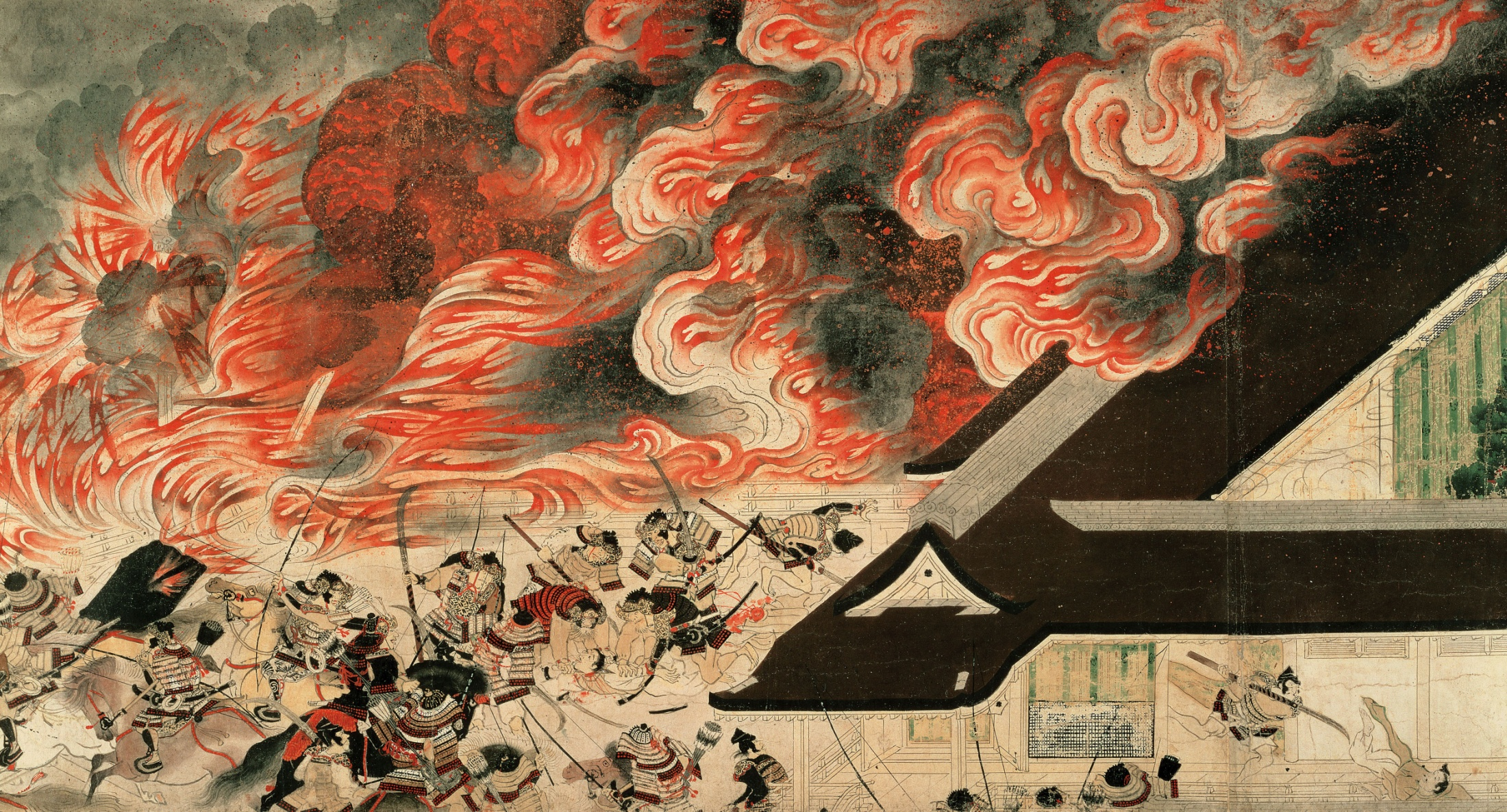
「武者の世」の到来。保元の乱と続く平治の乱で皇族や摂関家の抗争を介して武士団の軍事力が政局で重要な面を握るようになった。画像は「平治物語絵巻（三条殿焼討）」（ボストン美術館蔵）。

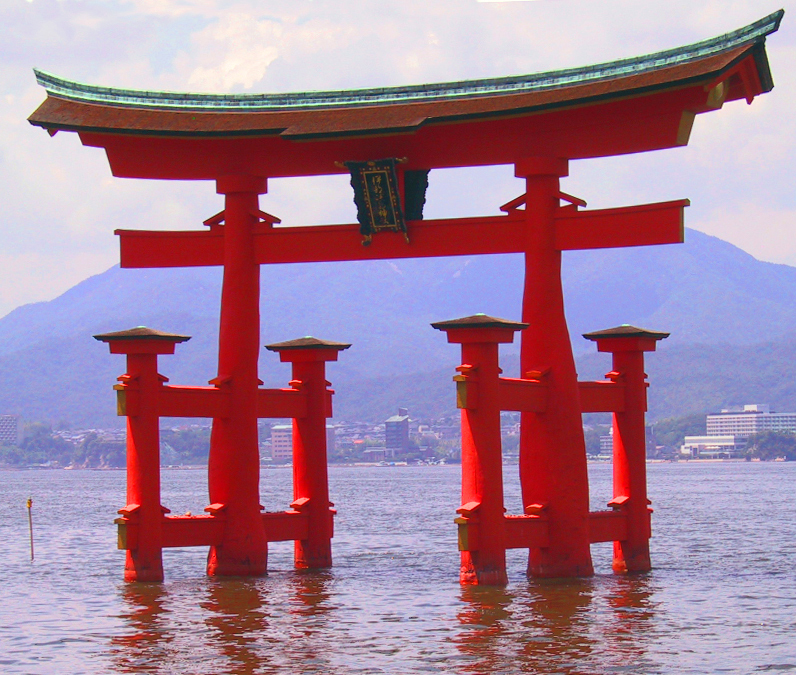
厳島神社。保元・平治の乱の後、政権を指導したのは新興武士団の棟梁平清盛であった。平家一門の繁栄ぶりは現在も残る厳島神社の壮麗な社殿にも窺うことができる。

平安時代後期から鎌倉時代最初期にあたる。

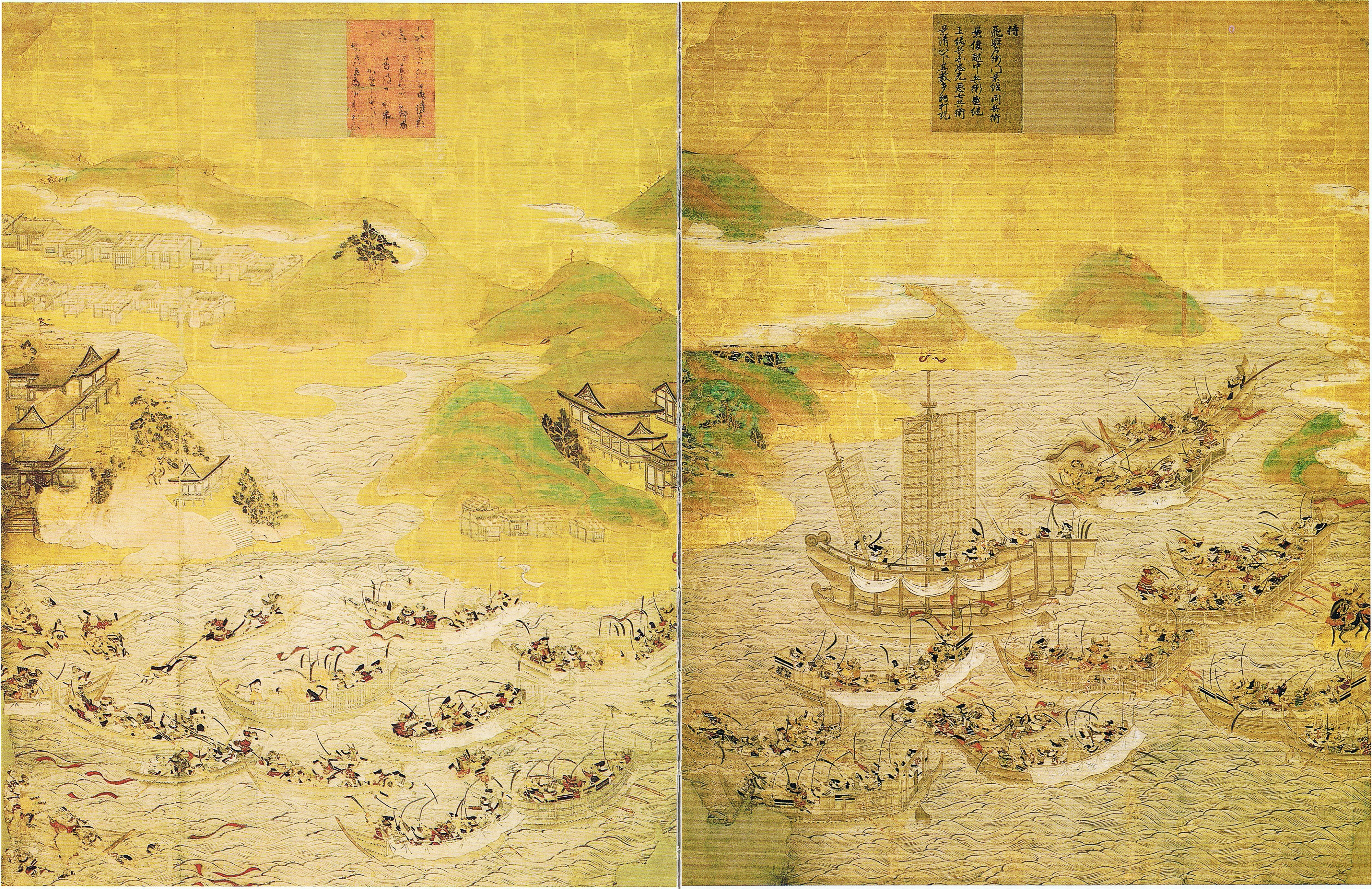
治承・寿永の乱。平家の都落ちにより政局は流動化し「源平合戦」と通称される内乱が続いた。画像はこの内乱の終局を描いた伝土佐光信「安徳天皇縁起絵図」の壇ノ浦の戦いの場面。
この内乱の勝者源頼朝がやがて鎌倉幕府を開くことになる。

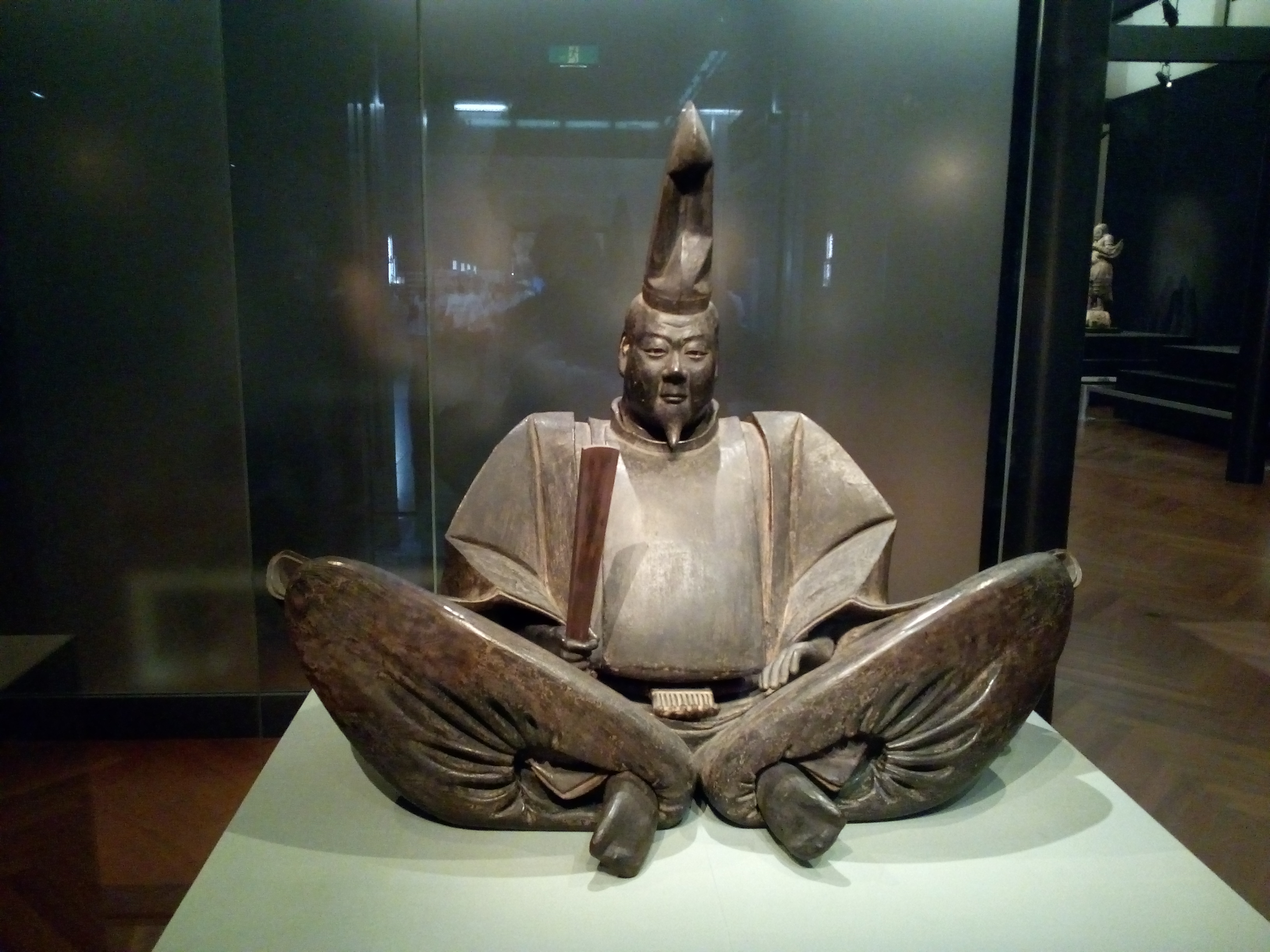
源頼朝。東国武士団をまとめ上げ、鎌倉を根拠地に選び幕府を開いたのが源頼朝である。かつては源頼朝が征夷大将軍に任じられた1192年を幕府の創設年としていたが、近年では守護・地頭を置いた1185年を創設年としている。画像は13世紀から14世紀に作られた源頼朝坐像（東京国立博物館蔵）。

天皇家・摂関家を巻き込む政争「保元の乱」「平治の乱」により武士の政治的地位が上昇した。両乱で活躍した平清盛の打ち立てた平氏政権が栄えたが、治承・寿永の乱（源平合戦）における最終決戦「壇ノ浦の戦い」で源氏を筆頭とする勢力が勝利し平家が滅亡したことにより、源氏の頭領源頼朝による新たな武家政権である鎌倉幕府の成立に至る。

## できごと

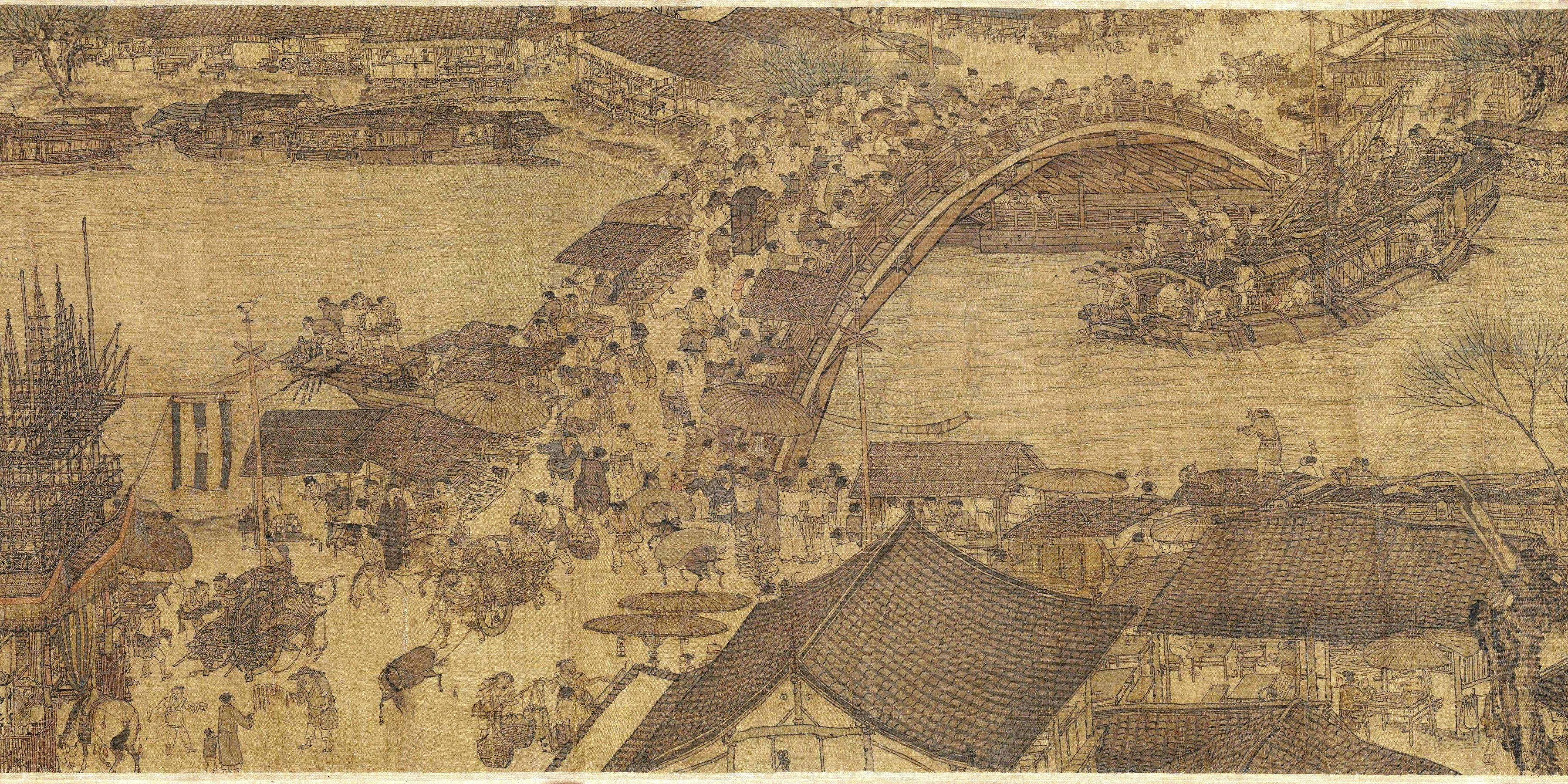
「清明上河図」。爛熟する北宋末期の徽宗皇帝「宣和時代」の開封の都を張択端が描いたもので現在は北京故宮博物院に所蔵されている。

風流天子・徽宗。兄の哲宗の早世を受けて皇帝となった徽宗は名だたる芸術家として書画から骨董そして庭石に及ぶ鋭敏な感性を持っていたが、政治については凡庸で佞臣が跋扈する世情を招いた。画像は日本の個人が所蔵する徽宗の手による国宝「桃鳩図」。

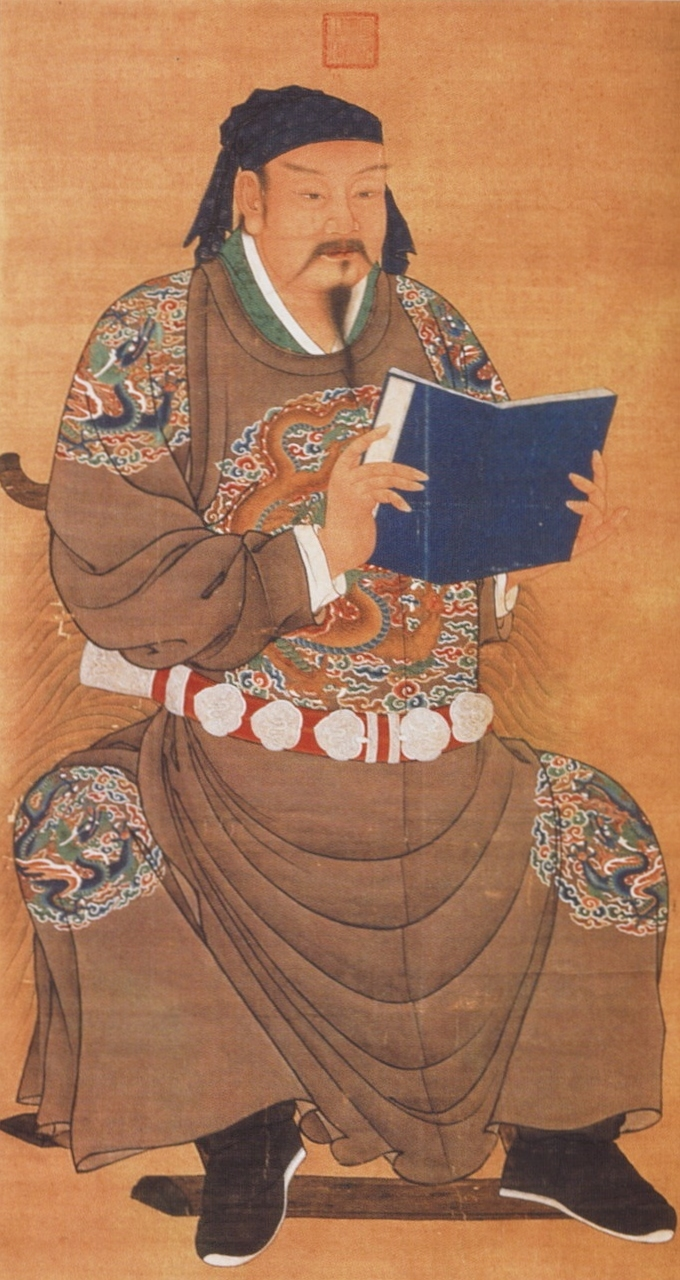
岳飛。靖康の変により南遷が避けられなくなった宋では金に対する主戦派と和平派が衝突した。主戦派の中心が岳飛で失地回復に努めたが、和平派の宰相秦檜により謀殺された。今でも「救国の英雄」岳飛に対する中国での人気は高い。

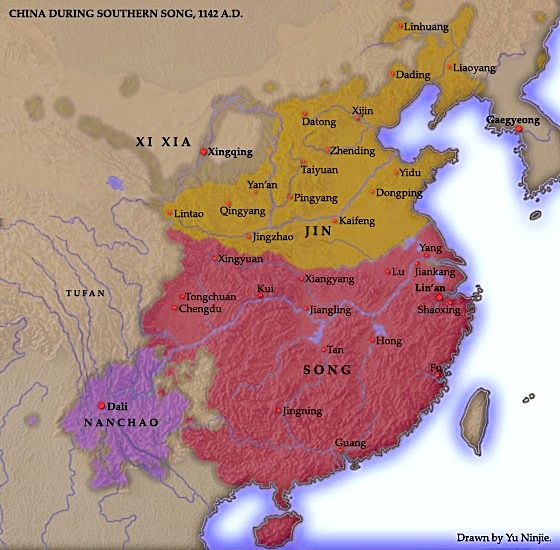
金と南宋。秦檜の主導した紹興の和議により宋は中国北部を失うが、臨安を都として経済的には大いに繁栄した。

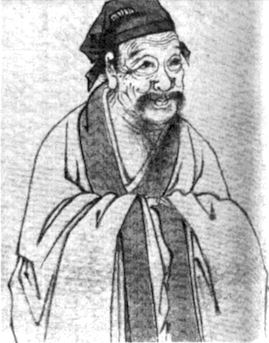
宋学の大成。南宋では理気二元論が整備されるとともに大義名分論が盛んに唱えられた。画像は朱熹の肖像で、彼のもとで宋学が深められたことから「朱子学」とも呼ばれるようになった。

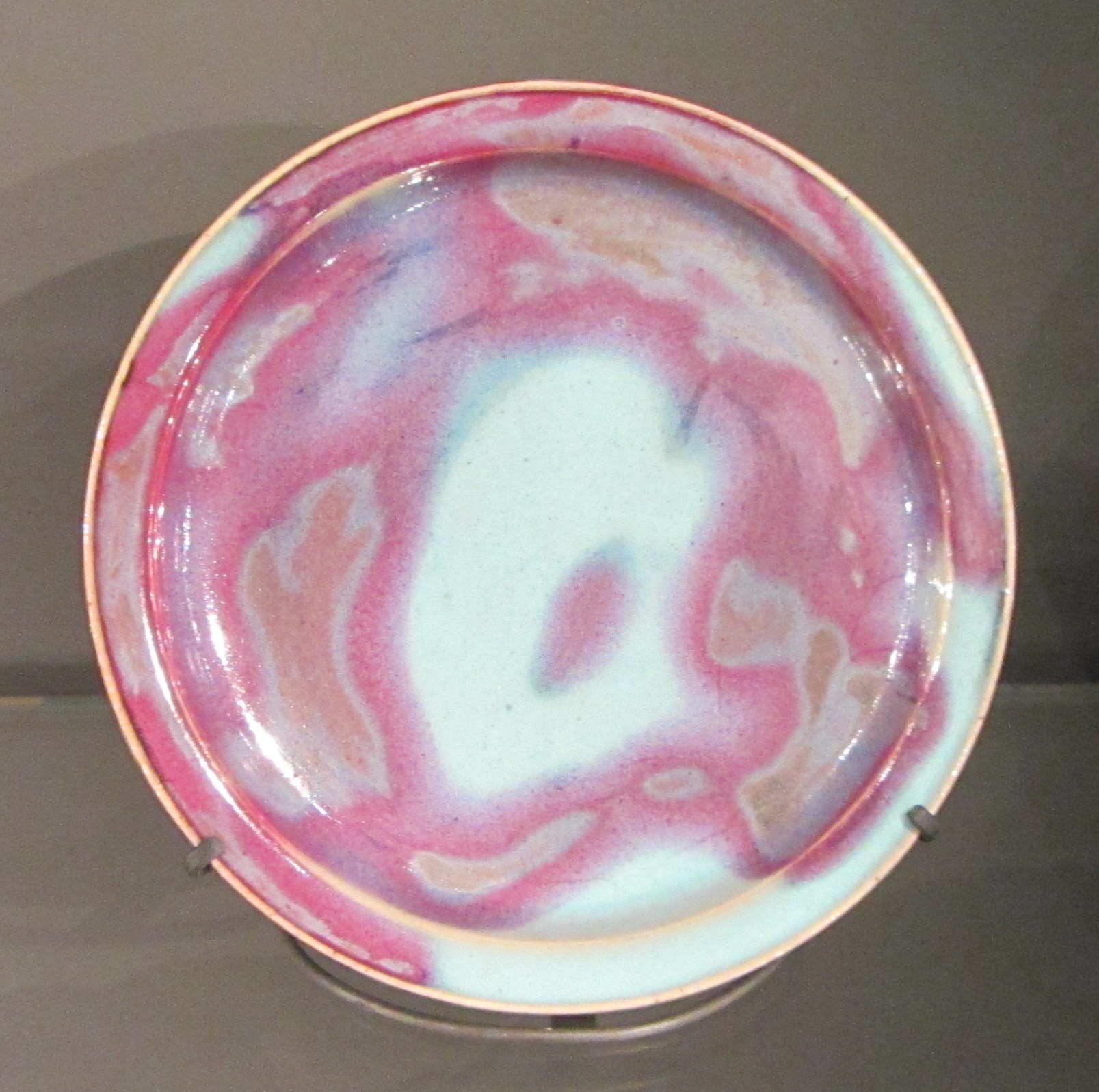
鈞窯の展開。河南省禹州市にあったとされる宋の五大名窯の一つで、宋の南渡により金の支配するところとなり、空色の青磁に赤や紫の釉薬が交じる窯変の技術はこの時代に発展した。画像は大英博物館蔵の鈞窯紫紅釉盤。

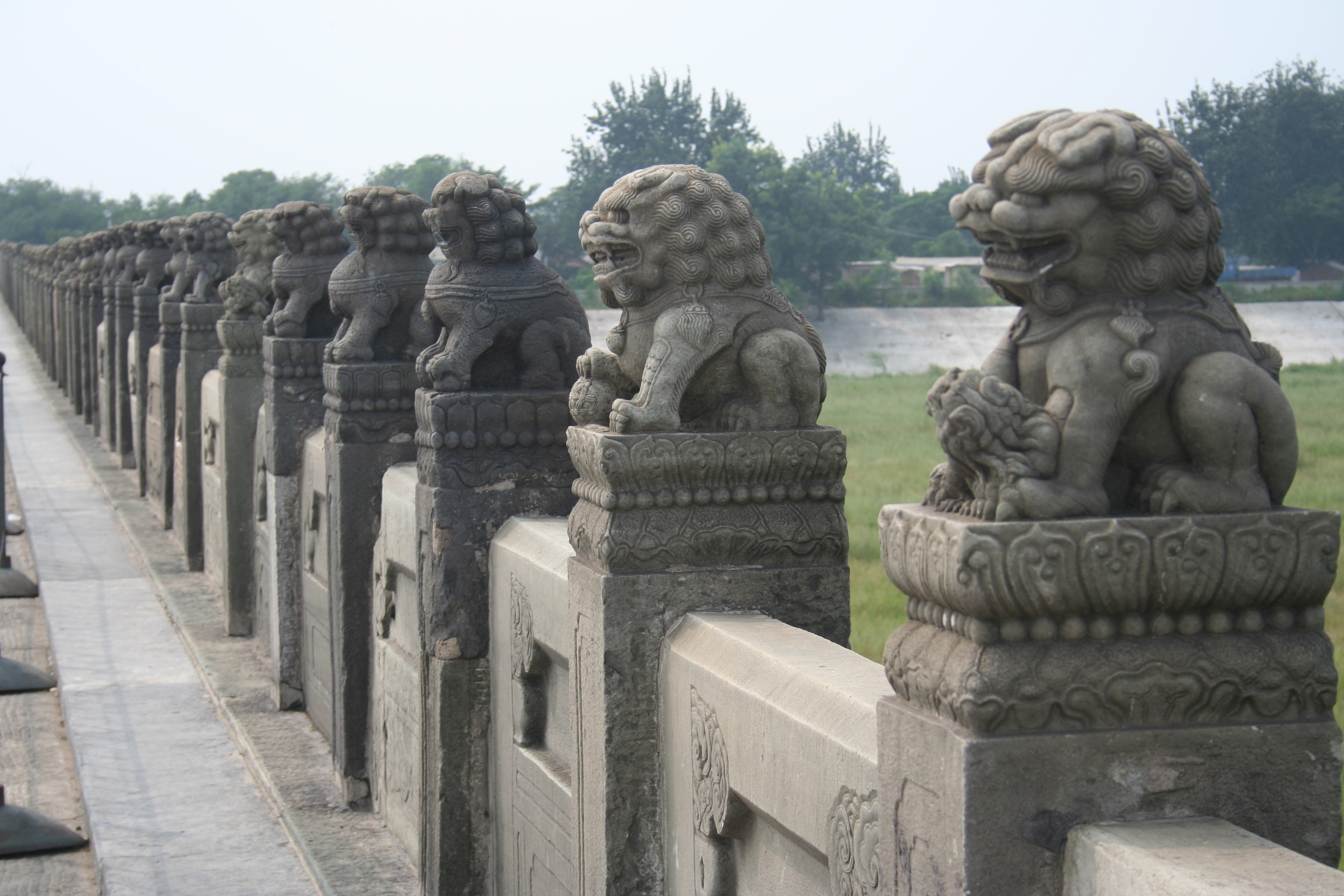
盧溝橋。華北を占領した金では世宗と章宗の二代の安定期を迎えていた。画像は現在の盧溝橋で、章宗時代に完成したものが基礎となっている。金の都燕京の近郊永定河に架けられており、「マルコ・ポーロ橋」の名でも知られている。

高麗青磁。この世紀の後半には独自の象嵌青磁が誕生する。画像はソウルの澗松美術館の「青瓷象嵌雲鶴文梅瓶」。

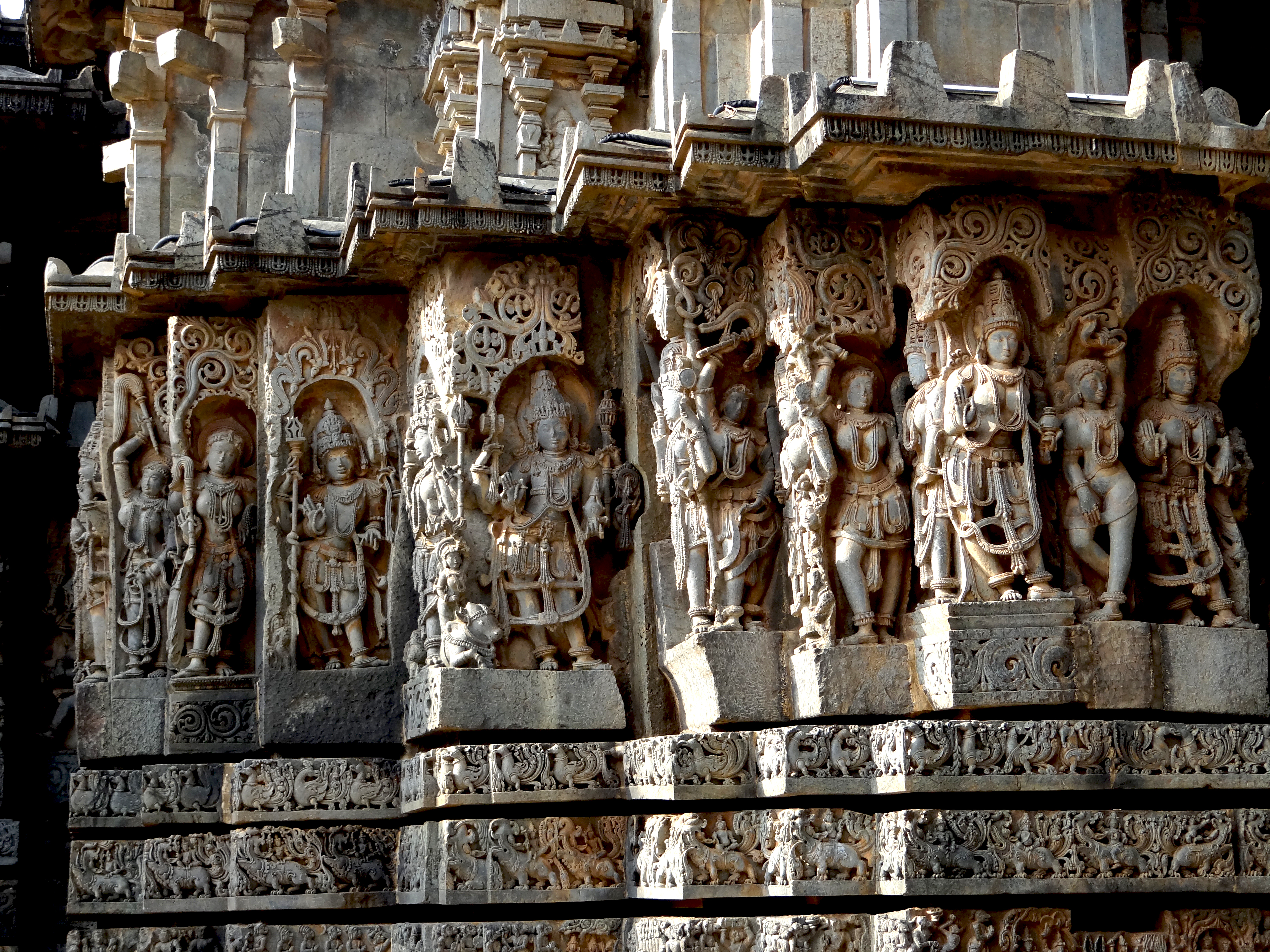
ホイサラ朝の勃興。南インドのマイソール地方のホイサラ朝はこの時代に後期チャールキヤ朝の支配を脱し勢力を拡大した。画像は首都ドーラサムドラに建てたホイサレシューヴァラ寺院で細密な彫刻を全面に施すホイサラ様式が特徴である。

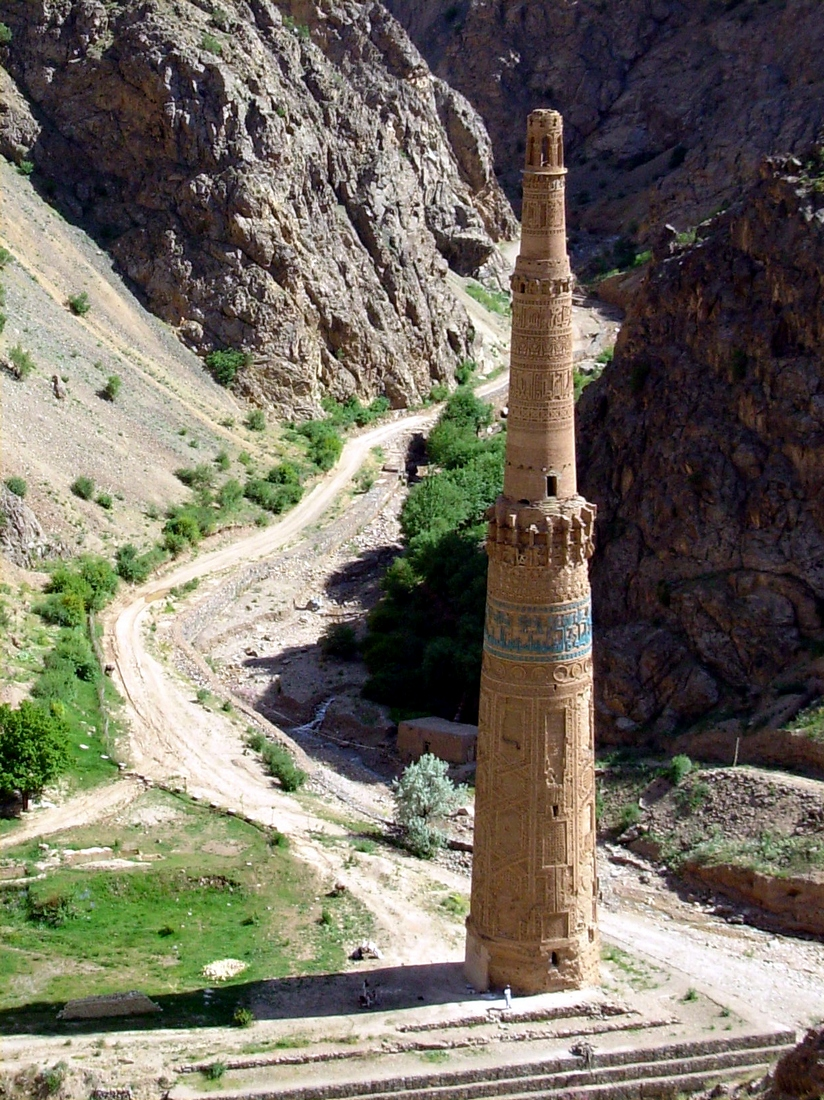
ゴール朝の興隆。ガズナ朝を滅ぼしホラズム・シャー朝を屈服させたゴール朝のギヤースッディーン・ムハンマドは中央アジアから北西インドにまたがる地域を支配した。画像はアフガニスタンのハリー川沿いに建てられたジャームのミナレット。

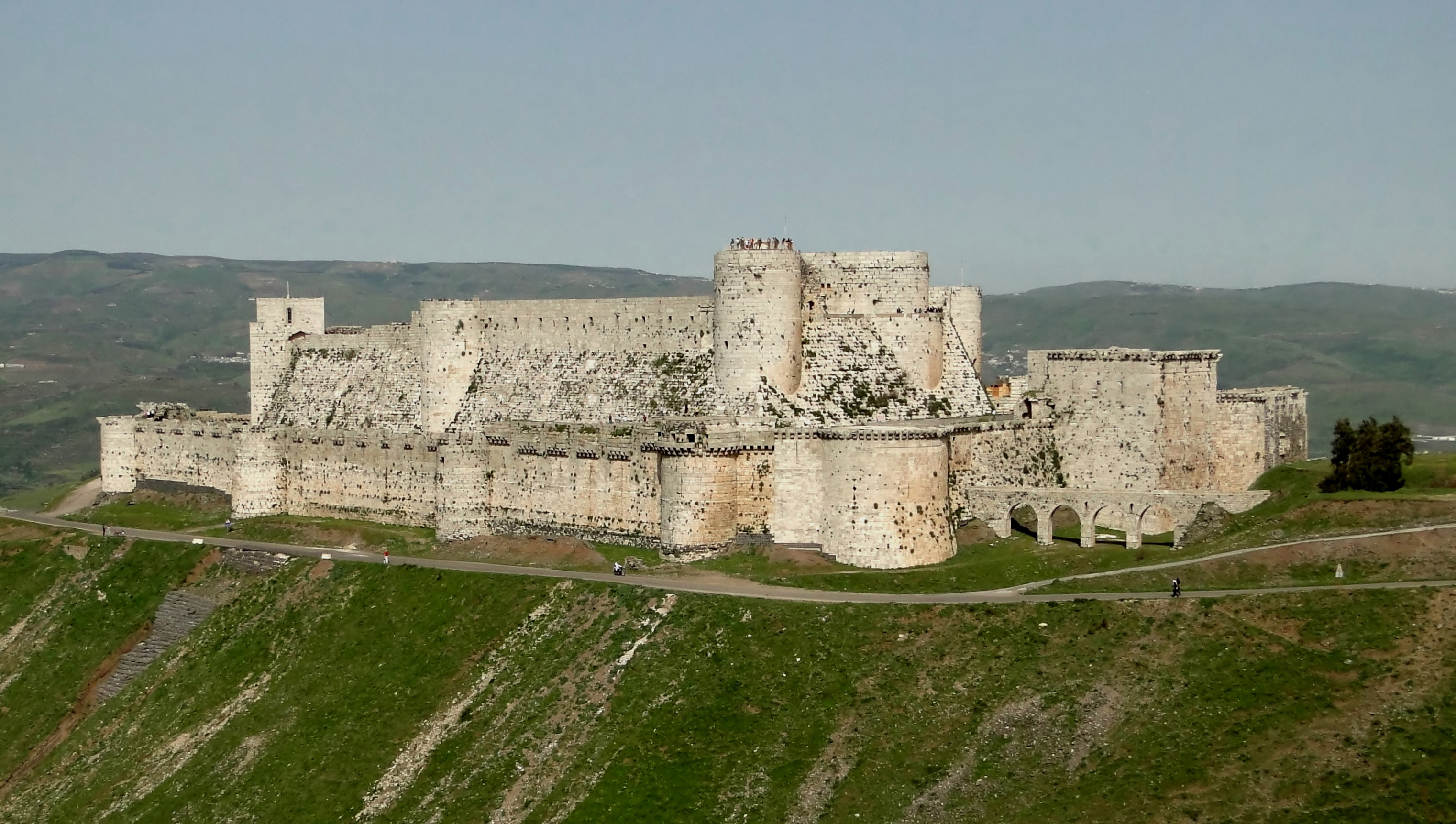
クラック・デ・シュヴァリエ。十字軍の支配下でシリアに築かれた城塞で、長らく聖ヨハネ騎士団の居城であった。この時代の築城技術の粋を集めた城塞で、サラ－フッディーンの猛攻をも退けた。

サラーフッディーン。エジプトのファーティマ朝を倒してアイユーブ朝のスルタンとなりスンナ派の信仰を復活させた。また十字軍と戦ってエルサレムを奪回しイスラム世界を守った英雄として名高い。

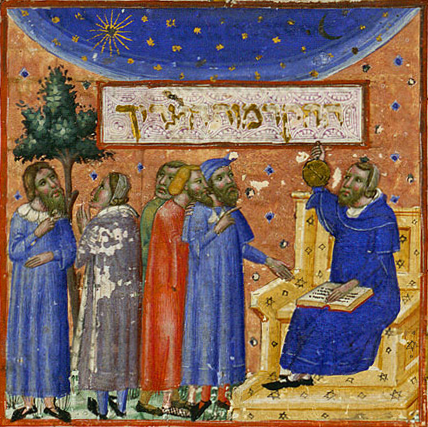
ユダヤ人哲学者マイモニデス。スペイン生まれのユダヤ教ラビで、正式な名はモーシェ・ベン＝マイモーン。ユダヤ教哲学に画期をなしただけでなく諸学に通じ、エジプトではサラーフッディーンの侍医も務めた。画像は「人間の尺度」について講義するマイモニデスの写本挿絵。

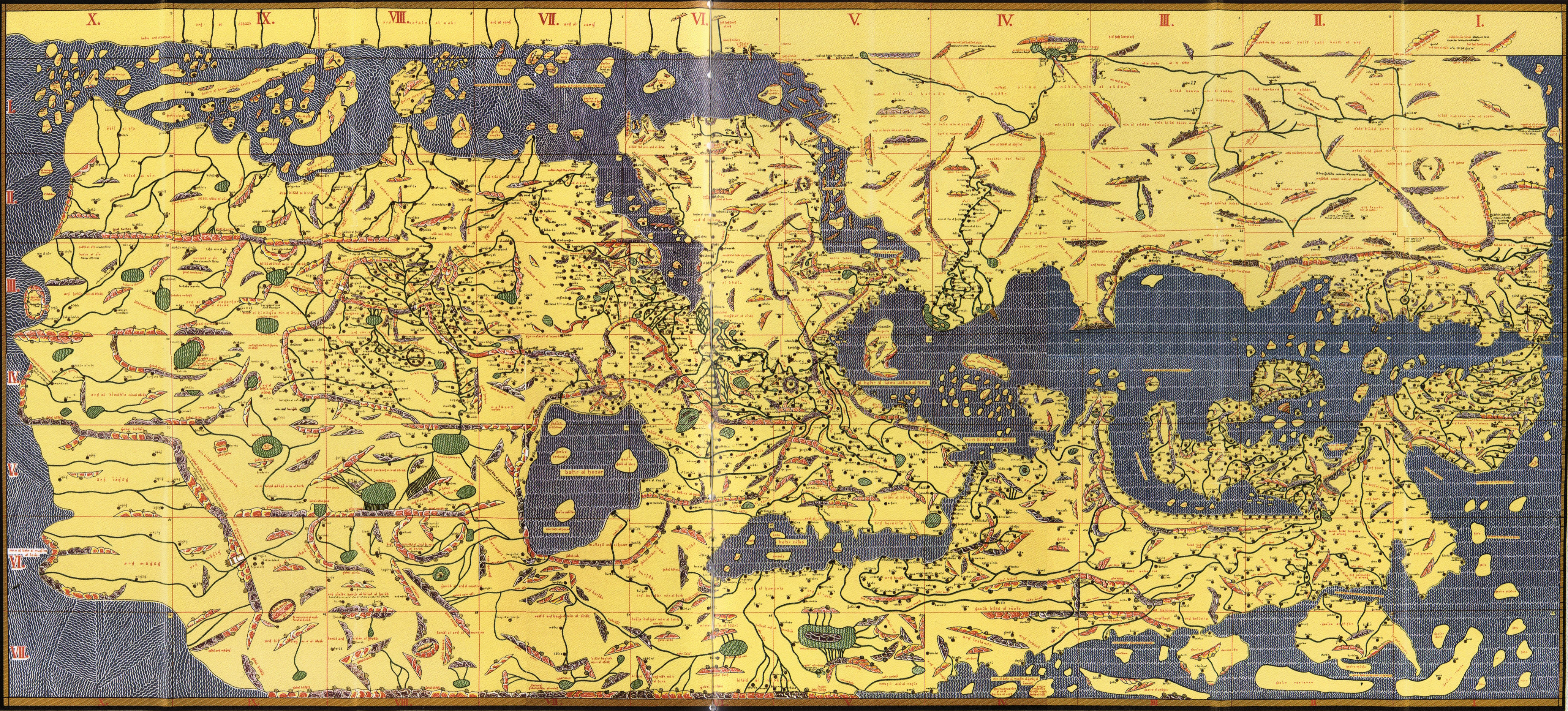
タブラ・ロジェリアナ。シチリア王ルッジェーロ2世のもとでイスラムの地理学者イドリースィーによって1154年に作成された世界地図。画像は14世紀の模本でアジア・アフリカ・ヨーロッパが描かれている（南が上、東が左）。

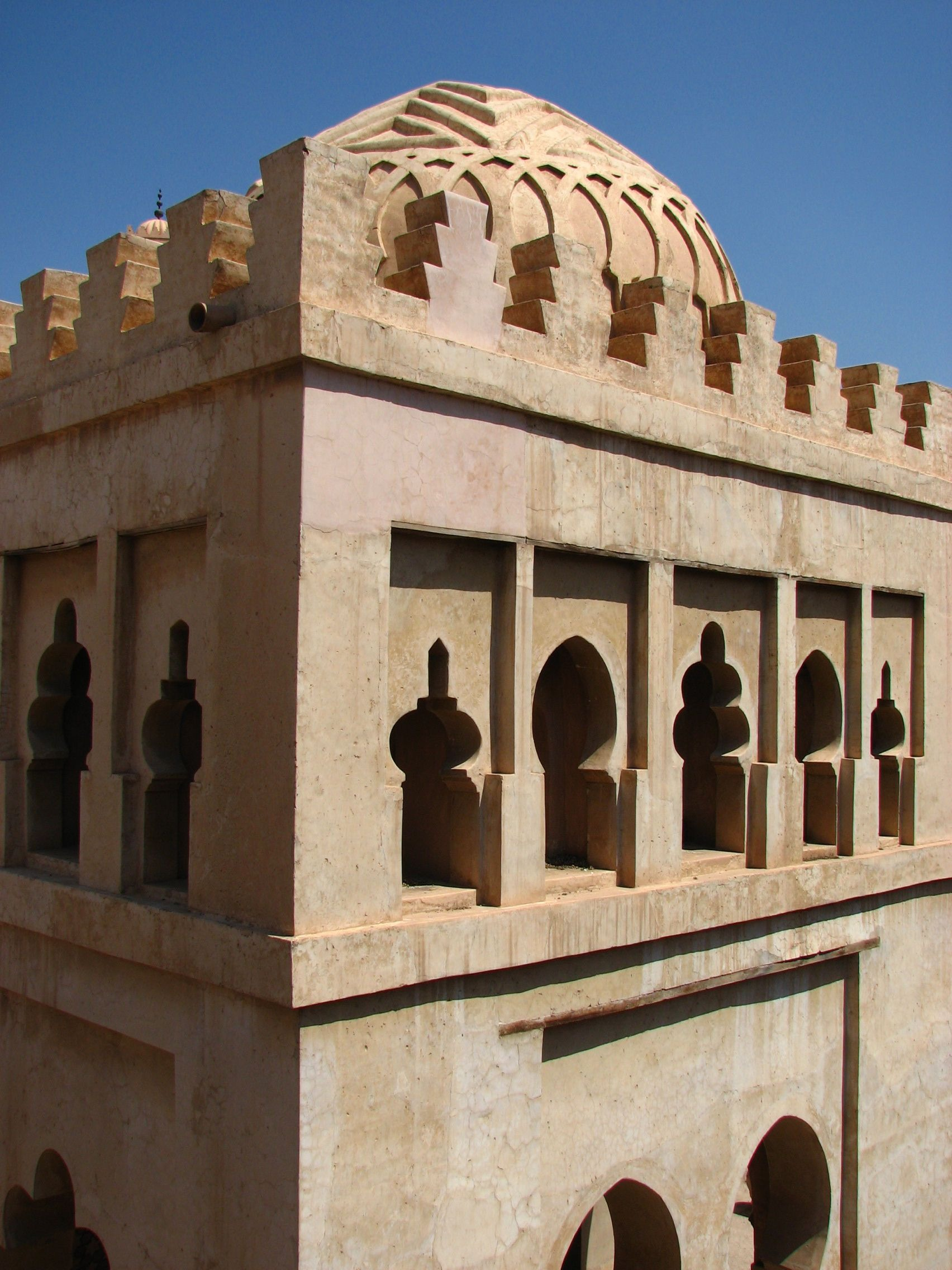
ムラービト朝。北アフリカのマラケシュを都としてイベリア半島にまで進出したベルベル人の王朝。画像はこの王朝のもとで作られたマラケシュの墓廟クッバ・バアディン。

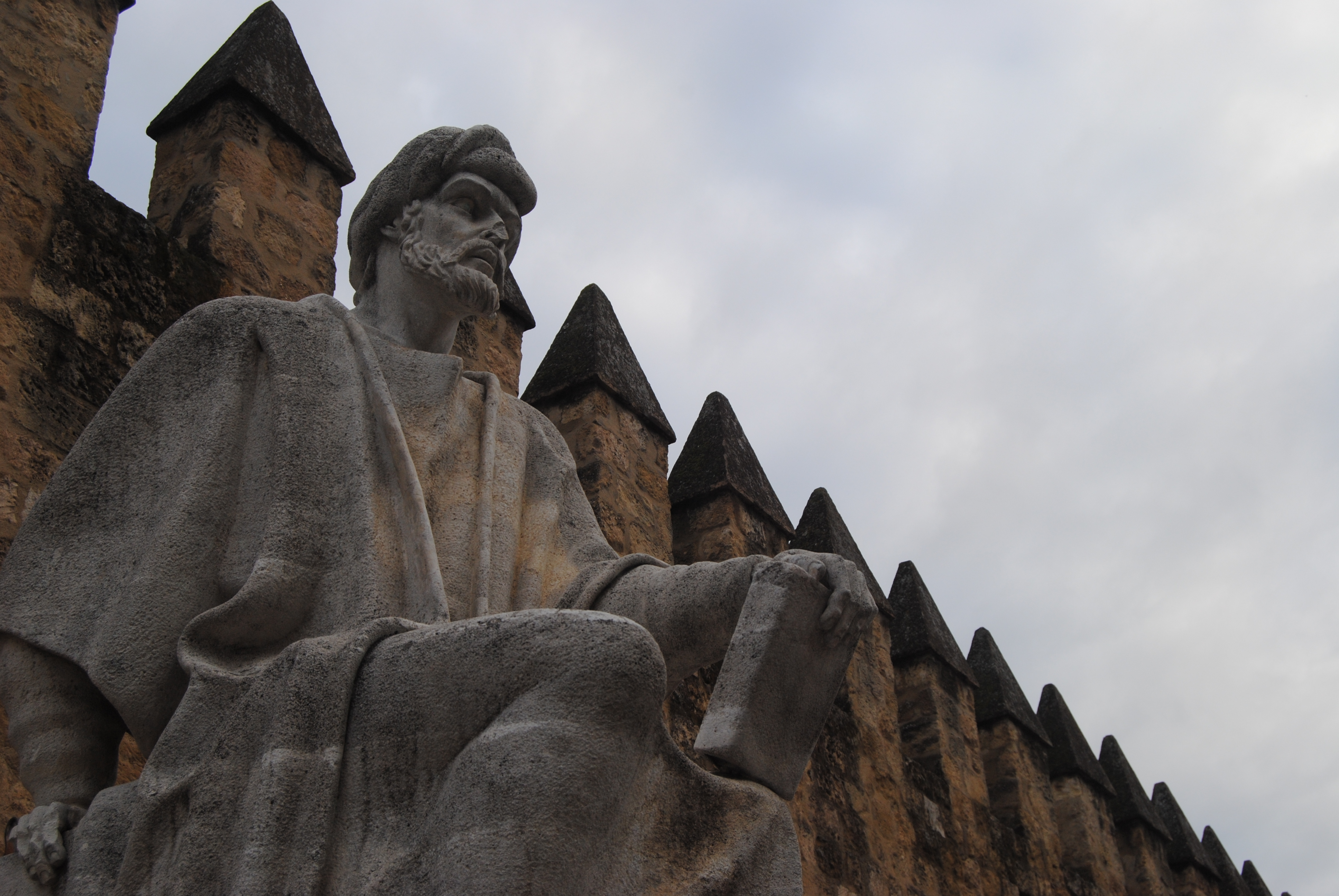
イブン・ルシュド。西方イスラム哲学を代表する学者でアリストテレスの注釈から二重真理説や知性単一論を発展させ、「アヴェロエス」の名でスコラ学にも大きな影響を与えた。画像は故郷コルドバに建てられた彫像。

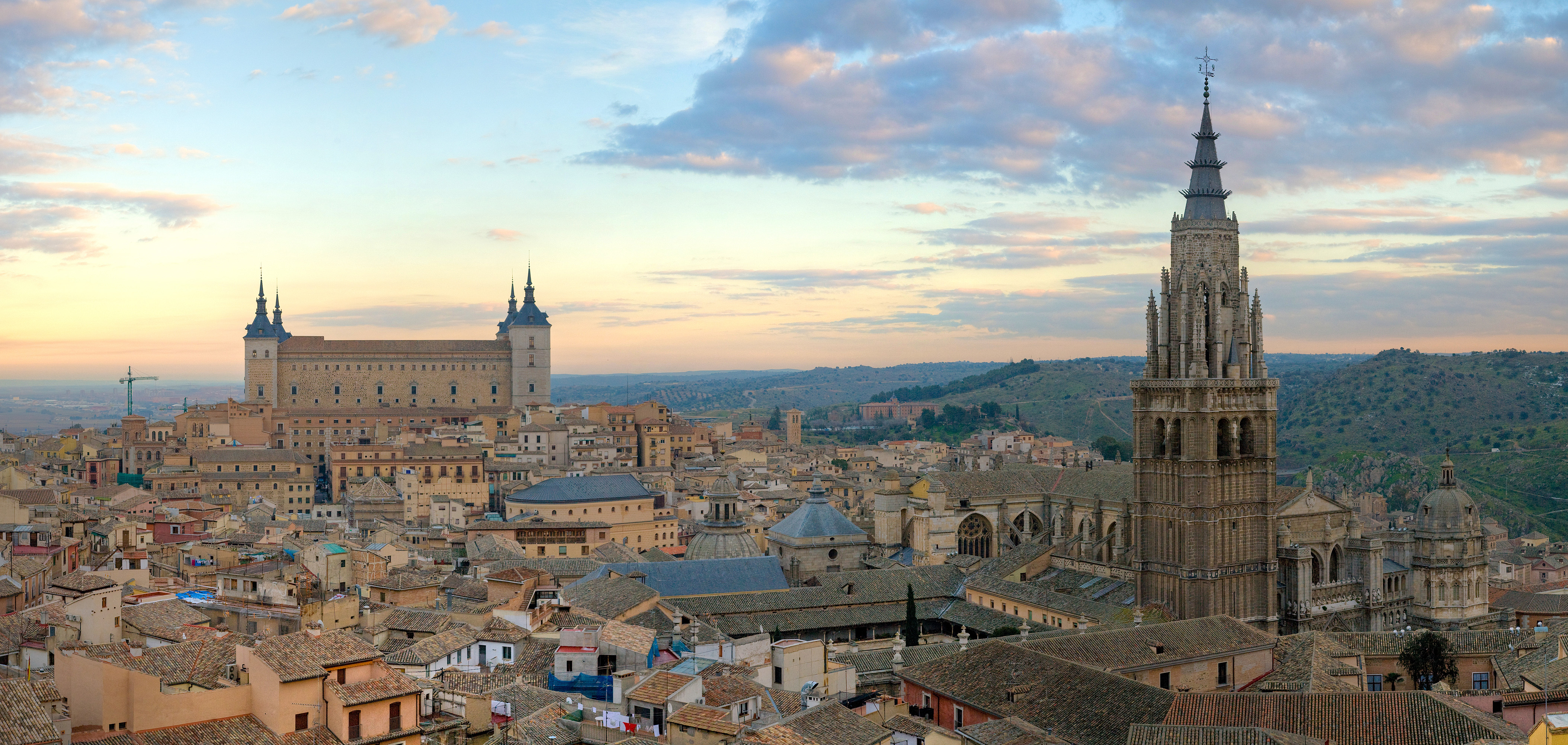
12世紀ルネサンスとトレド。1085年にイスラム教徒から奪回されたトレドはかつての西ゴート王国の首都で、この時期はレコンキスタの最前線であった。イスラムを経由した学術的な著作がこの世紀には多数ラテン語訳された。画像は現在のトレド市街の眺望で左右にアルカサルとトレド大聖堂が見渡せる。

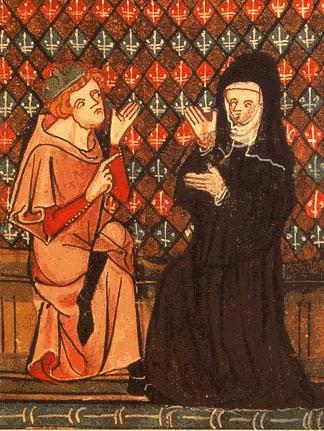
アベラールとエロイーズ。12世紀ルネサンスのスコラ学を代表するアベラールは唯名論者として名声を得ていた。エロイーズとの悲恋も有名である。

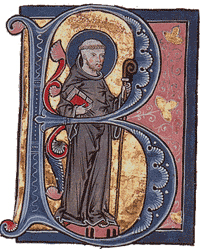
シトー会の世紀。シトー会は華美に流れたクリュニー会を批判し、厳格な修道規則と労働の重視により西欧の大開墾運動にも影響を与えた。画像はシトー会最盛期の指導者クレルヴォーのベルナール（ベルナルドゥス）を描いた13世紀の『黄金伝説』の細密画。

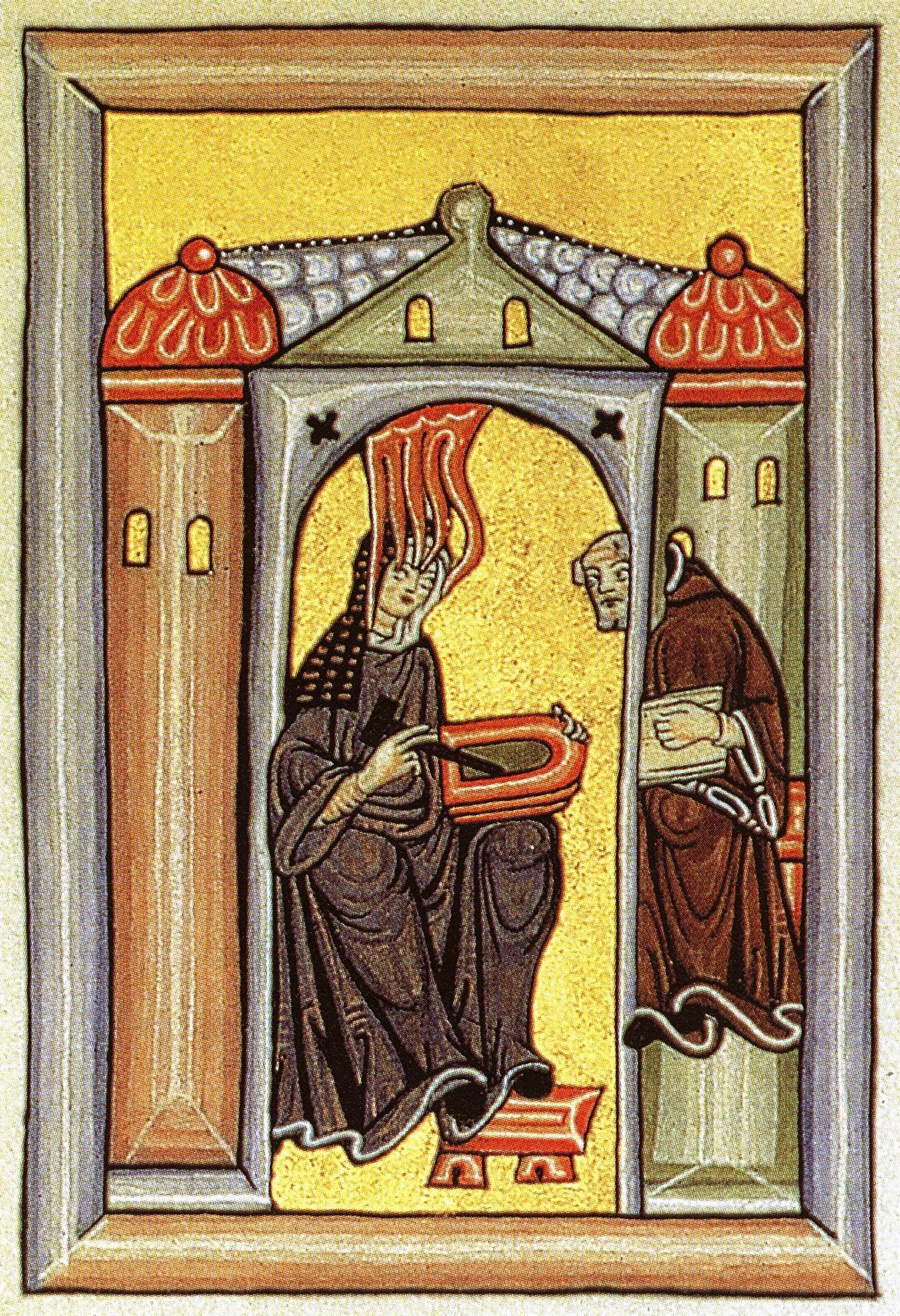
ビンゲンのヒルデガルト。卓越した女子修道院長であるばかりでなく中世最大の神秘家であり作曲家・薬草研究家であった。画像は神からの啓示を受けるヒルデガルトと近侍する書記を描いた『道を知れ』の挿し絵。

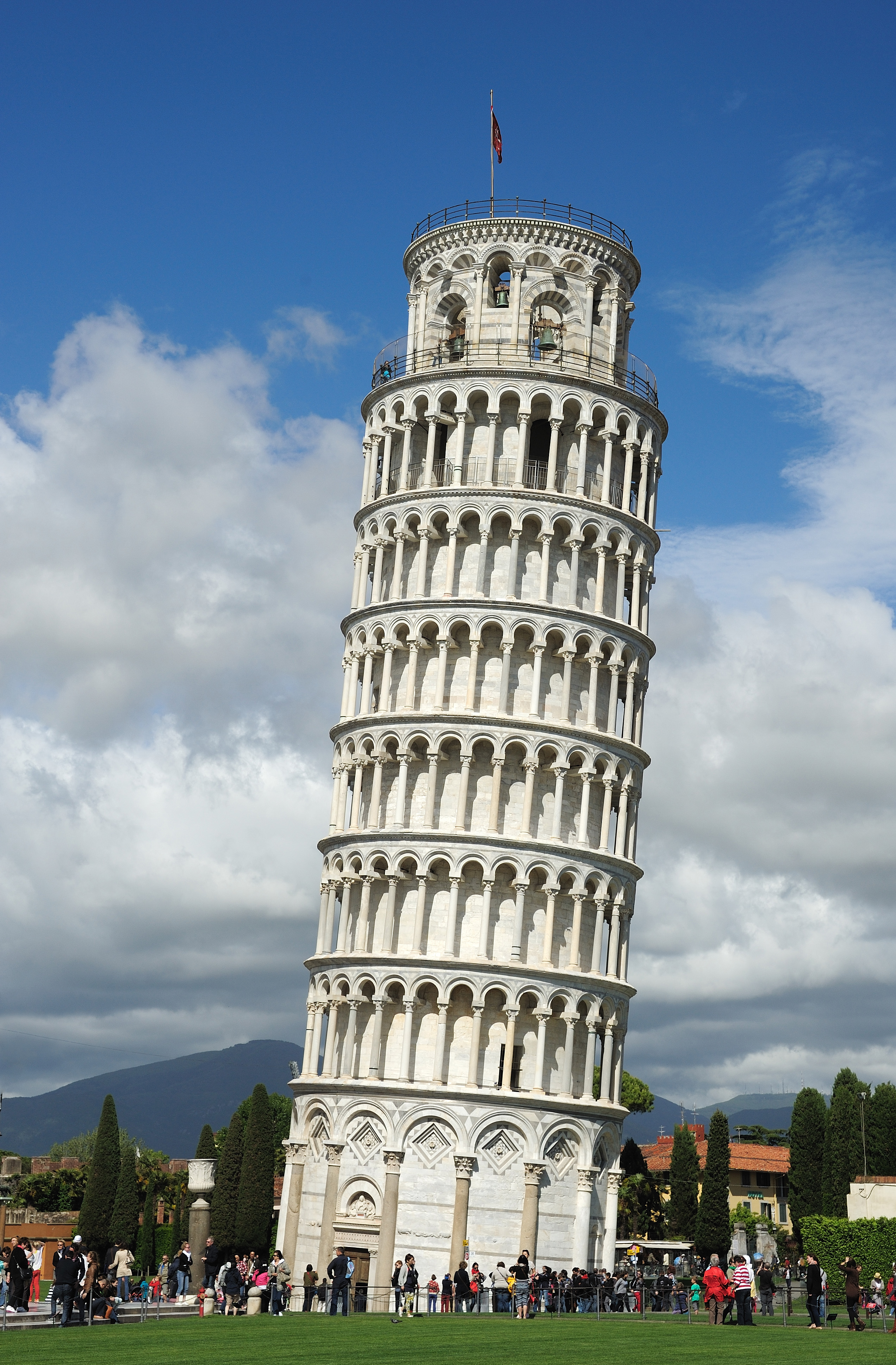
ピサの斜塔。この塔はもともとロマネスク建築を代表するピサ大聖堂に付属した鐘楼で、1170年代の第一工期の終わりにはすでに傾き始めており、今あるような姿になったとされる。

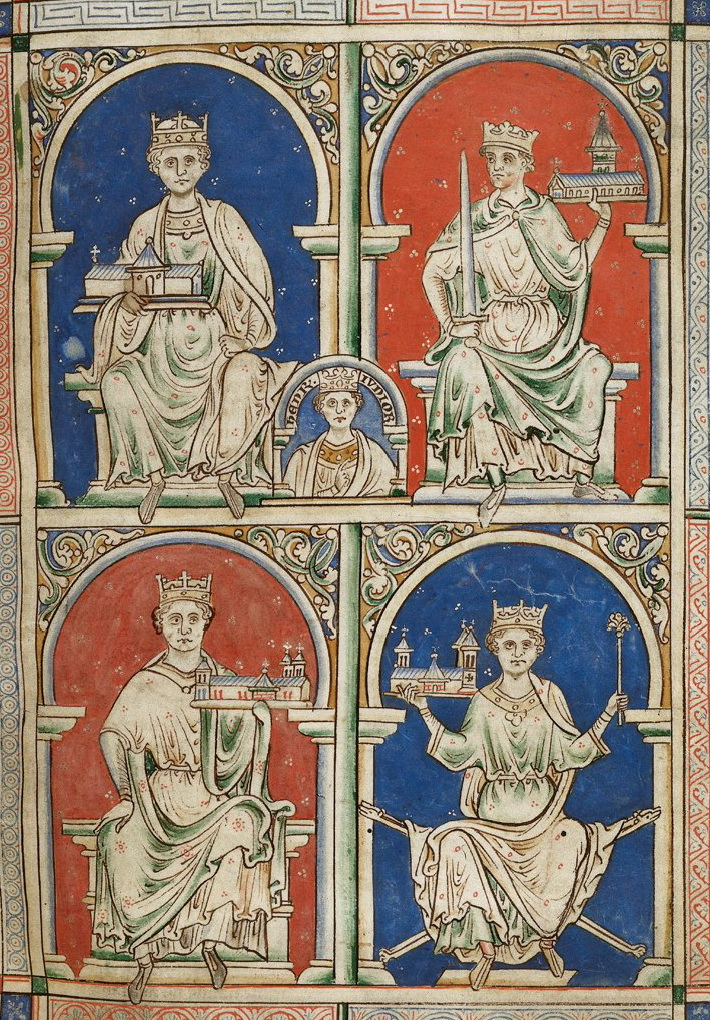
アンジュー帝国の一族。プランタジネット家のアンジュー伯アンリはイングランド王ヘンリ2世として選出されるとともに、王妃アリエノールとの婚姻を通じてフランス最大の領主ともなった。画像の上段左からヘンリ2世王と若ヘンリ王とリチャード1世獅子心王、下段左からジョン欠地王とヘンリ3世。

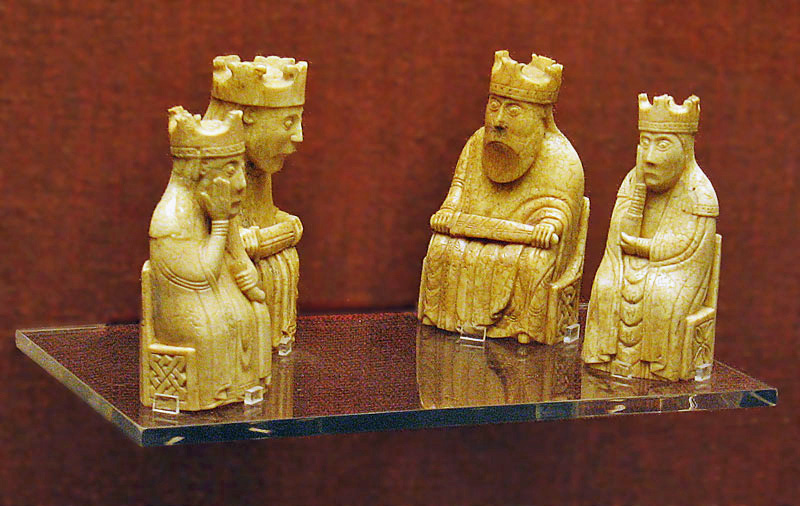
ルイス島のチェス駒。1831年にスコットランド北西部アウター・ヘブリディーズのルイス島で発見されたもので12世紀ノルウェー支配下で造られたと推定される。全78個のうち67個が大英博物館に、11個がスコットランド国立博物館にある。

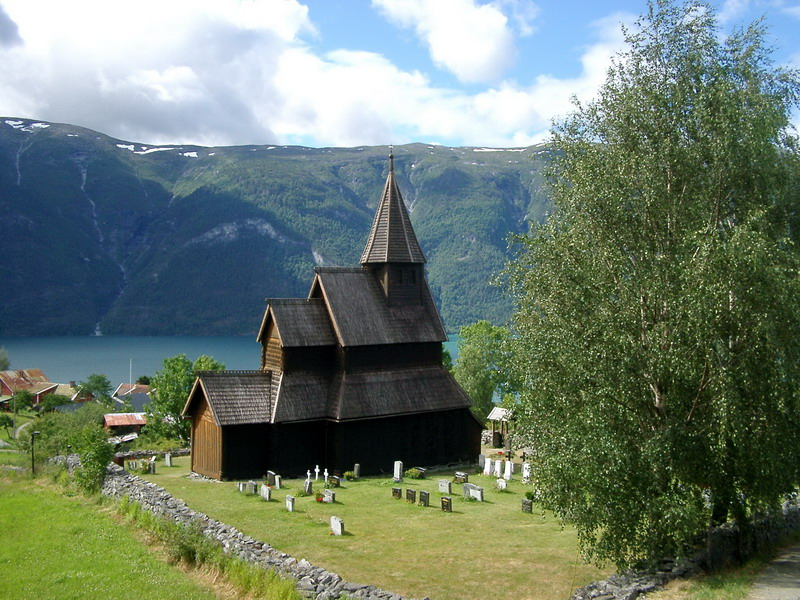
ウルネスの木造教会。ノルウェー西部のソグン・オ・フィヨーラネ県にある最古の木造教会（スターヴ教会）で、1130年頃に建造されたもの。キリスト教建築とヴァイキング様式の混交が見られ、独特な動物文様装飾はウルネス様式と呼ばれる。

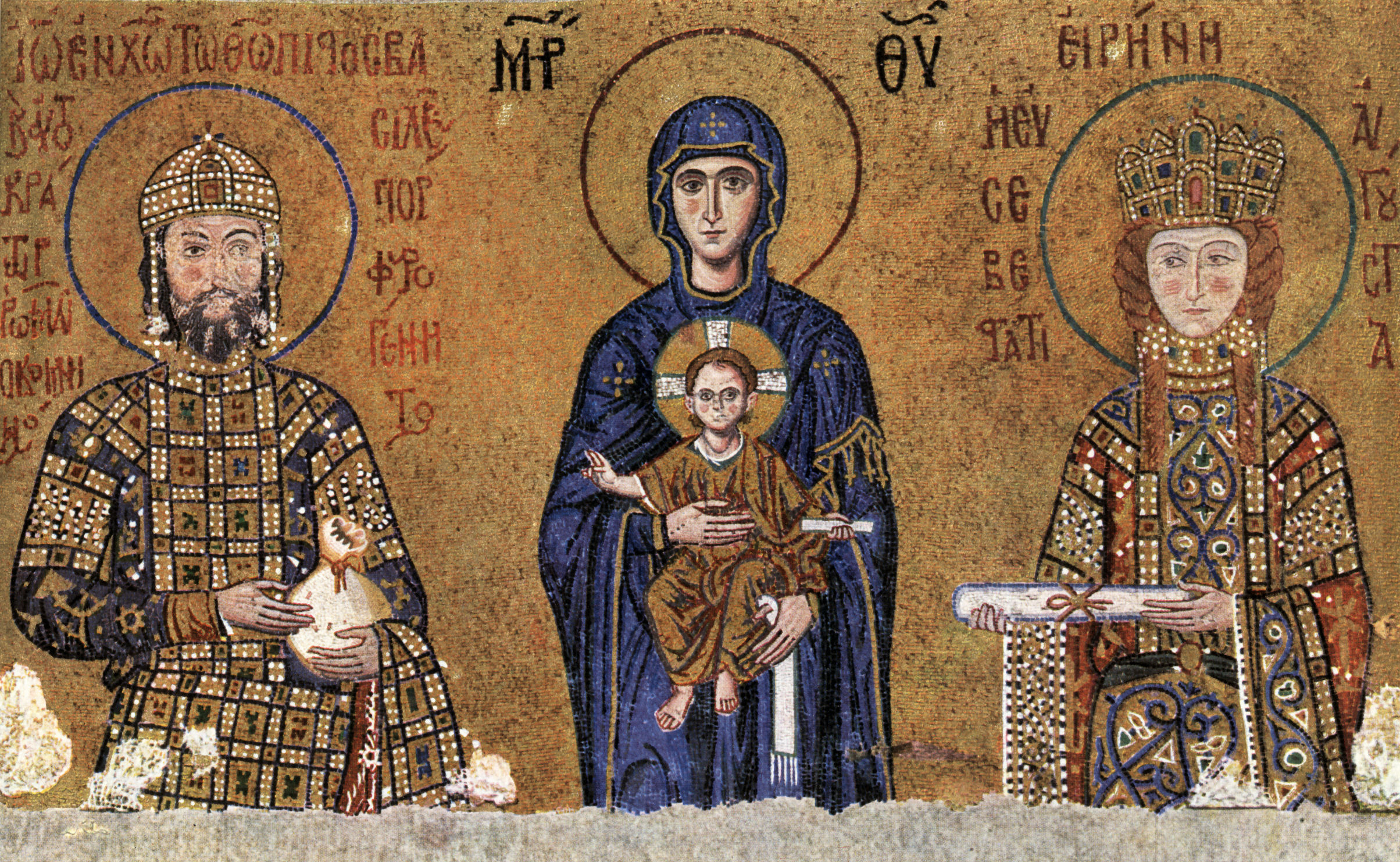
「善良なる皇帝ヨハネス」。東ローマ皇帝ヨハネス2世は名君として知られ、優れた対外政策で帝国の地位を安定させた。ヨハネスの政敵でもあった姉のアンナは女流歴史家として知られている。画像はハギア・ソフィア大聖堂にあるヨハネス2世と皇后エイレーネ―のモザイク画。

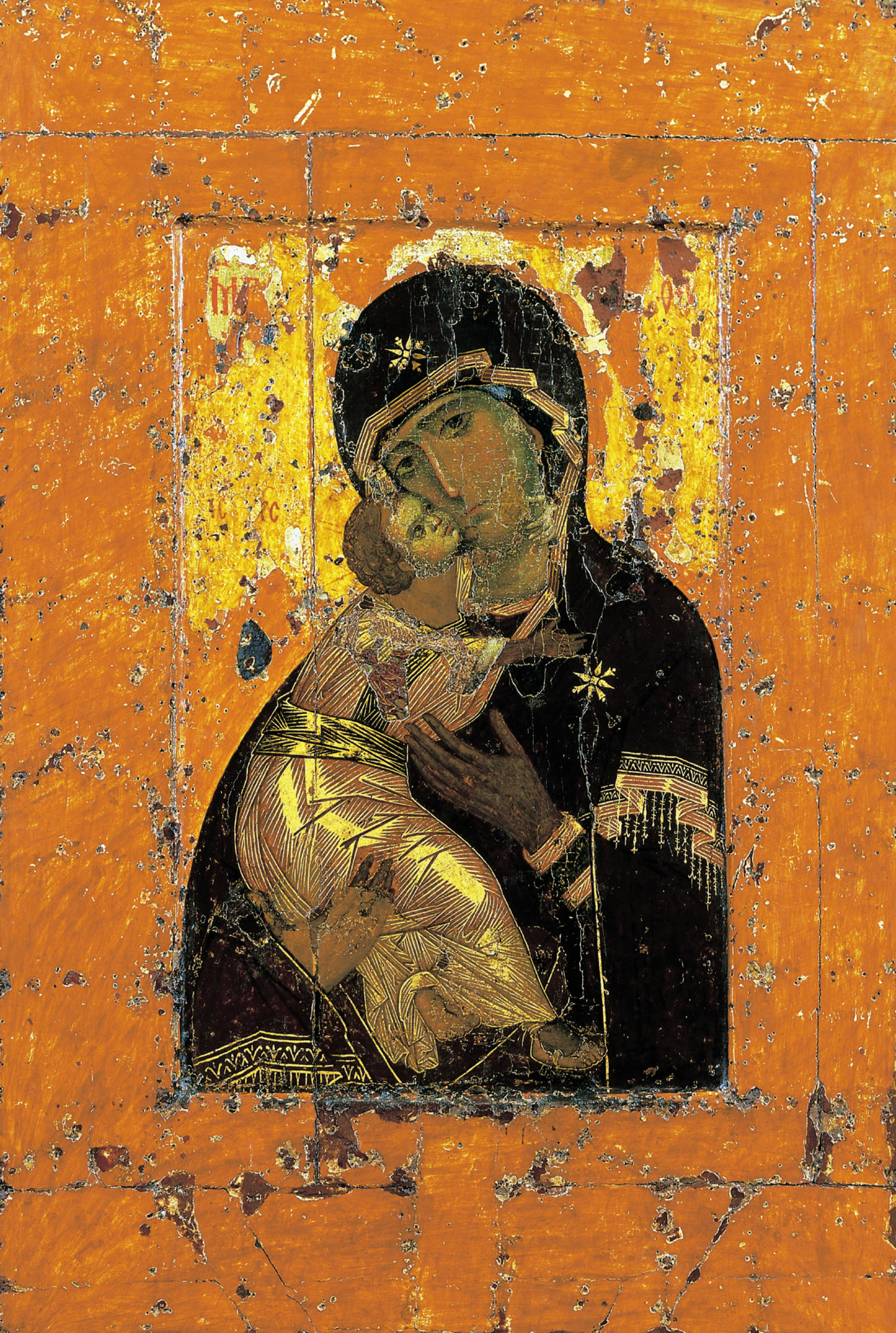
ウラジーミルの聖母（生神女）。1131年にコンスタンティノポリス総主教からキエフ大公ユーリー・ドルゴルーキーに贈られたもので、長らくウラジーミルに保管された後にモスクワに移送され、ロシアを外敵から守護したイコンとして尊崇を受けた。現在はモスクワのトレチャコフ美術館に所蔵されている。

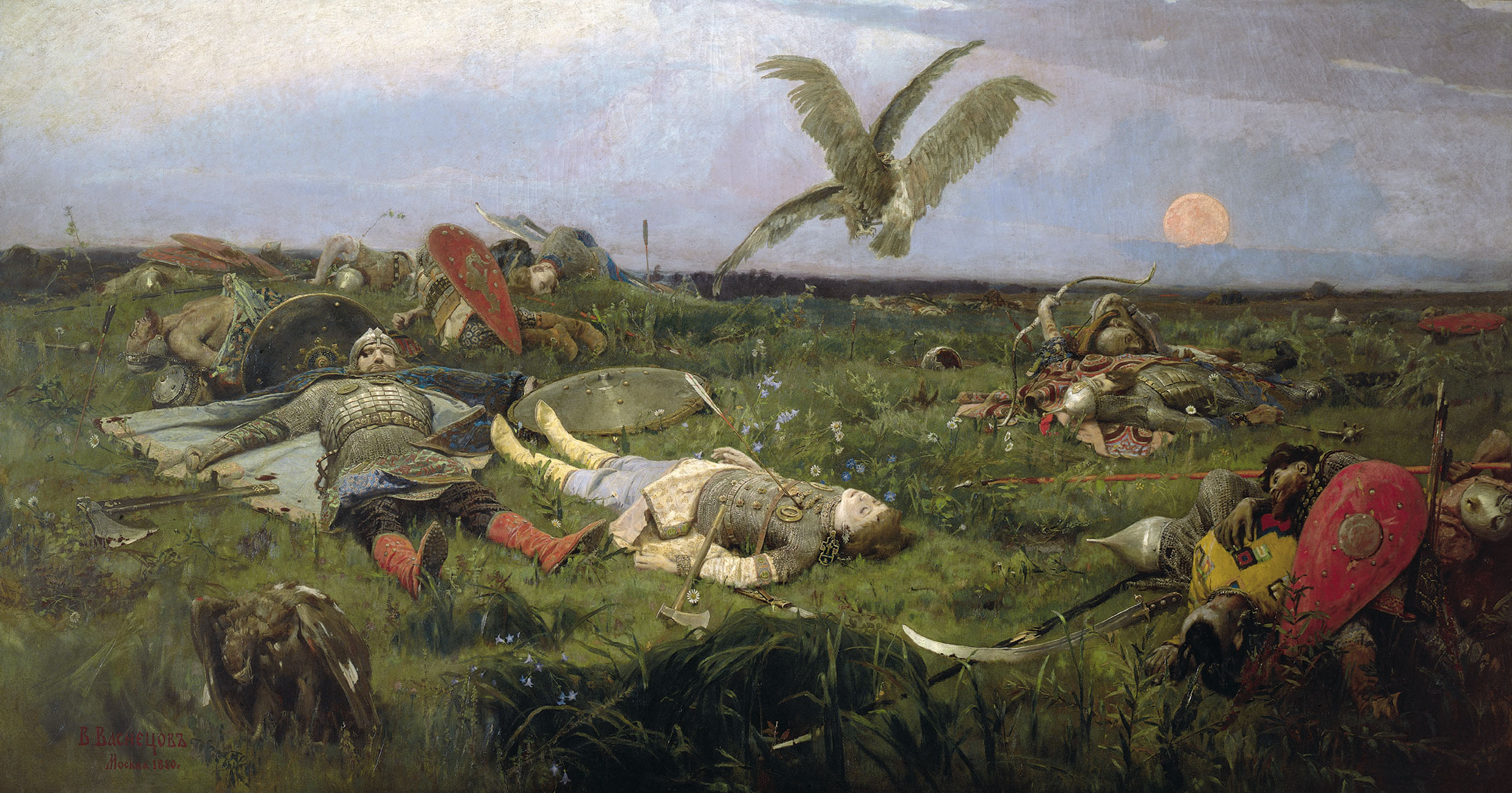
『イーゴリ遠征物語』。1185年の春にノヴゴロド・セヴェルスキー公イーゴリが遊牧民ポロヴェツ人との戦いで思わぬ大敗北を喫した事件をもとに作られた叙事詩でロシア文学を代表する逸品とされる。画像は大敗したイーゴリ公を描くヴィクトル・ヴァスネツォフの歴史画（サンクトペテルブルク・国立ロシア美術館蔵）。

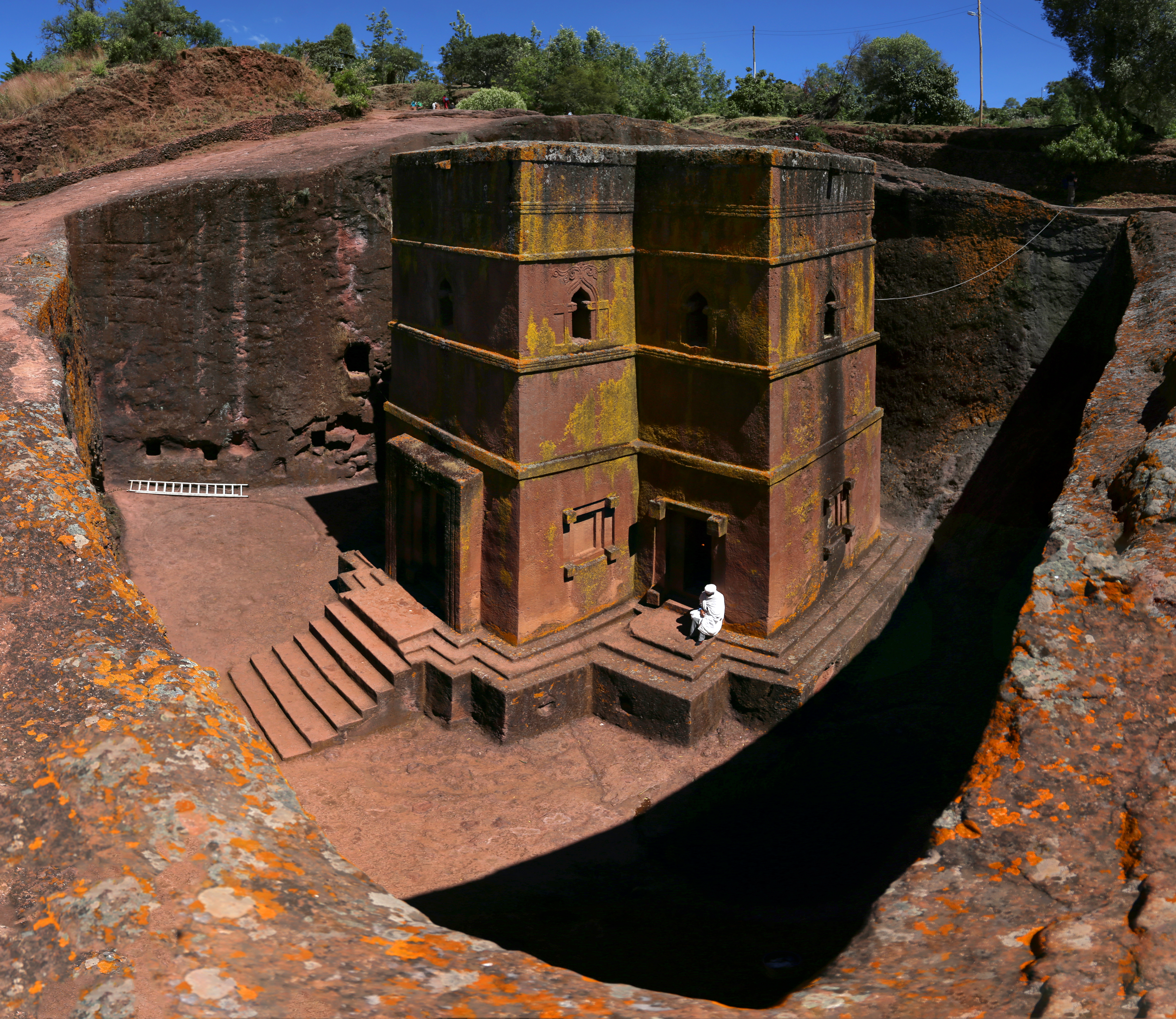
ラリベラの岩窟教会群。イスラーム教徒によるエルサレム奪還に衝撃を受けたラリベラ王は、「新しきエルサレム」を自国エチオピアのラリベラに再現すること夢見た。画像は岩窟教会の一つベテ・ギョルギス（聖ゲオルギウス聖堂）で、上から見た全体像は十字架の形をしている。

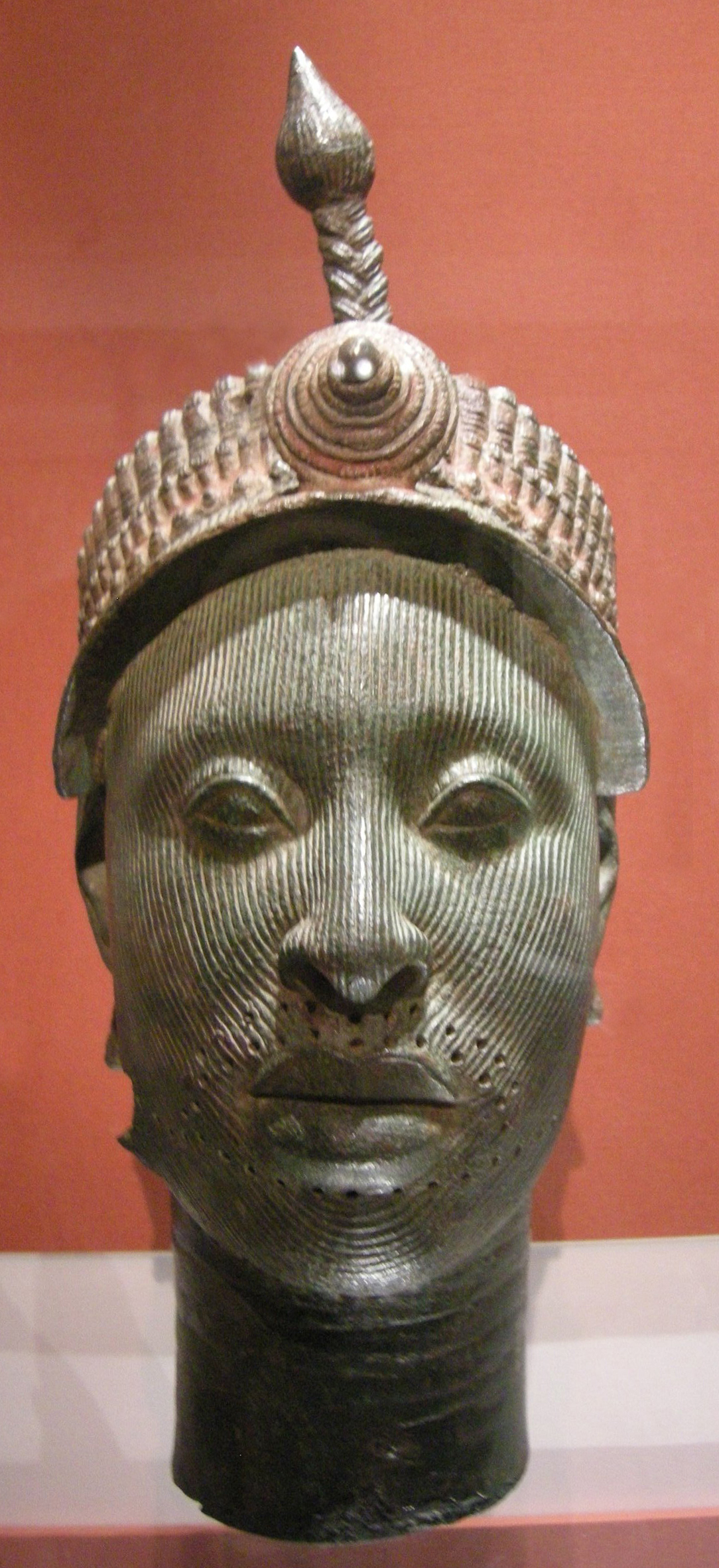
イフェの青銅彫刻。イフェはナイジェリアにあったヨルバ人の王国。ノク文化の影響を受けて発展させた高度な鋳造技術による青銅彫刻が有名。画像は大英博物館所蔵の人物像。

### 12世紀全般
- 日本ではオーロラが見えやすい時代だった[1]。
- 北アメリカ大陸の中西部では「岩窟住居」で知られるプエブロ文化が発展する。
  - コロラド州メサ・ヴェルデ遺跡や、ニュー・メキシコ州のチャコ・キャニオン遺跡が代表例。
  - エルドラード伝説のもととなったコロンビアのムイスカ文化の発展。
    - 「ムイスカの黄金の筏（英語版）」（コロンビア・ボゴタ黄金博物館蔵）が作られる。

### 1100年代
- 1101年
  - 源義親の乱（康和の乱）（ - 1108年）。
  - 大地震により興福寺金堂・大門倒壊する。興福寺と金峰山の僧徒争う。
  - メルシヴァンの戦いで、ルーム・セルジューク朝軍が「1101年の十字軍」を壊滅させる。
- 1102年
  - 北宋の蔡京が「元祐党籍碑」を建て、旧法党関係者を追放する。
  - 村上源氏が公卿の過半数を占める。
  - ハンガリー王カールマーンがクロアチア王を兼任する。
- 1103年 - 神聖ローマ皇帝ハインリヒ4世による最古のラント平和令。
- 1105年 - 北宋の徽宗皇帝の命により花石綱が始まる。
- 1106年 - タンシュブレーの戦いで、イングランド国王ヘンリー1世が兄のノルマンディー公ロベール2世を破る。
- 1107年
  - 堀河天皇が没し、宗仁親王が即位（第74代鳥羽天皇）。
  - ウェストミンスター教会会議とロンドン協約（英語版）。
    - イングランドでの叙任権闘争が終結し、国王ヘンリー1世とカンタベリー大司教アンセルムスが和解。

  - ノルウェー王シグール1世の十字軍遠征始まる（ノルウェー十字軍。 - 1110年）。
- 1108年
  - 天仁元年の浅間山噴火。
  - 中国の黄河大氾濫で河北省の鉅鹿が埋没。

### 1110年代
- 1111年
  - イランのホラサン地方トゥースでイスラム神学者ガザーリーが死去。
  - ポンテ・マンモロ（イタリア語版）協定の締結。
- 1112年 - 白河法皇の還暦祝いで「西本願寺本三十六人家集」が宮廷で制作される。
- 1112年頃 - パガン朝でパーリ語・モン語・ピュー語・ビルマ語の刻まれたミャゼディ碑文が建てられる。
- 1113年
  - 永久の変。永久の強訴。
  - 聖ヨハネ騎士団が認可される（創設は1023年頃か）。
  - キエフ洞窟修道院の修道士で年代記者ネストルにより『原初年代記』がまとめられる。
- 1115年
  - 女真族の完顔阿骨打が金を建国。
  - 異端とされたアントウェルペンのタンケルムが殺害される。
  - ベルナルドゥスによりシトー会系クレルヴォー修道院が設立される。
- 1117年 - ホイサラ朝のヴィシュヌヴァルダナによりチェンナケーシェヴァ寺院（英語版）が建立される。
- 1118年
  - アラゴン王アルフォンソ1世のサラゴサ占領。サラゴサはアラゴンの首都となる。
  - 東ローマ皇帝ヨハネス2世コムネノスが即位。姉のアンナ・コムネナの陰謀事件。
- 1119年 - 金の太祖阿骨打の命により完顔希尹や完顔耶魯らが女真大字を作成（小字は1138年に熙宗により制定）。

### 1120年代
- 1120年
  - 北宋と金との海上の盟が結ばれる。北宋で方臘の乱が起こる。
  - 『元永本古今和歌集』の写本が書写される。
  - 保安元年の政変。
  - ホワイトシップの遭難。
- 1120年頃
  - ホイサラ朝のヴィシュヌヴァルダナがホイサレシューヴァラ寺院を建立する。
  - バースのアデラードがアラビア語版エウクレイデス『原論』をラテン語に翻訳する。
- 1121年 - ソワソン教会会議（フランス語版）でアベラールが異端宣告される。
- 1122年
  - ヴォルムス協約。
    - 叙任権闘争全般が終結し、神聖ローマ皇帝ハインリヒ5世とローマ教皇カリストゥス2世が和解。
- 1123年
  - 鳥羽天皇が譲位し、第75代崇徳天皇が即位する。
  - 北宋から徐競らが高麗に使節として派遣される。
    - 翌年には徐競はこの見聞により『宣和奉使高麗図経』を執筆。

  - 第1ラテラン公会議。
  - カタルーニャのボイ渓谷タウル地区のサント・クリメント教会とサンタ・マリア教会が献堂される。
- 1124年 - 藤原清衡が平泉の中尊寺金色堂を建立。
- 1125年 - 金の太宗が天祚帝を捕虜とし遼を滅ぼす。
- 1126年 
  - 靖康の変により金が北宋を滅ぼす。徽宗・欽宗が金に連行される（二帝北行）。
  - ナシ族により雲南の麗江古城が造営される。
- 1127年
  - 欽宗の弟康王趙構（高宗）が南京で南宋を立てる。
  - 新立の荘園を停止する（大治の荘園停止令）。
- 1128年 - トロワ教会会議でテンプル騎士団が認可される（創設は1119年）。
- 1129年
  - 白河法皇が没し、鳥羽上皇が院政を開始する。
  - 南宋で明受の変（中国語版）。

### 1130年代
- 1130年
  - アナクレトゥスのシスマ。
  - ノルマン人ルッジェーロ2世が南イタリア・シチリアにシチリア王国を建国。
  - トランカヴェル家によりカルカソンヌの城塞都市の建設が始まる。
  - 南モロッコのアトラス山脈付近にムワッヒド朝が成立する。
- 1130年頃 - ノルウェーにあるウルネスの木造教会が建設される。
- 1131年 
  - コンスタンティノポリス総主教からキエフ大公ユーリー・ドルゴルーキーに「ウラジーミルの聖母」が贈られる。
  - アマルフィ公国がシチリア王国に併合される。
  - 和尚原の戦い（中国語版）で呉玠・呉璘兄弟率いる南宋軍が金軍に勝利。
- 1132年
  - 遼の皇族耶律大石（徳宗）がエミルにて西遼を建国。
- 1134年
  - 西遼がカラハン朝を臣従させ、ベラサグン（クズオルド）に都を置く。
  - 南宋が臨安（杭州）に都を定める。
  - 平忠盛が肥前国神埼荘の預所となり日宋貿易に介入する。
- 1136年 - ノヴゴロド公フセヴォロドが追放される（12世紀のノヴゴロドの革命）。
- 1136年頃 - ジェフリー・オブ・モンマスが『ブリタニア列王史』を執筆。
- 1137年 - アラゴン王国とバルセロナ伯国の連合によるアラゴン連合王国の成立。
- 1138年
  - コンラート3世がホーエンシュタウフェン朝の初代ドイツ王に即位。
  - シリアのアレッポで死者23万人の大地震。
  - ポーランド大公ボレスワフ3世クシヴォウスティが死去。
    - 「ボレスワフ3世の遺言状」で年長者相続を決めるも、後継者争いが起こりポーランドの分裂時代始まる。
- 1139年
  - オーリッケの戦いに勝利したポルトゥーカレ公アフォンソ1世がポルトガル王を称する。
  - 第2ラテラン公会議。
  - ナポリ公国がシチリア王ルッジェーロ2世に征服される。
  - ヘンリ1世の王女マティルダがイングランドに上陸、イングランド王スティーブンと王位を争う（無政府時代）。

### 1140年代
- 1140年
  - スコットランド王デイヴィッド1世がイングランドよりカーライルの貨幣鋳造所を支配下に納め、スコットランドで初めてコインを製造。
  - サンス教会会議（英語版）でのクレルヴォーのベルナールの告発で、アベラールが再び異端宣告される。
  - ヴァインスベルクの戦いで、ホーエンシュタウフェン家のコンラート3世がヴェルフ家に勝利する。
    - この戦いでヴェルフ派は「ヴェルフ」とホーエンシュタウフェン派は「ウィーベリン」と呼ばれ、イタリアでは「教皇派（ゲルフ）」と「皇帝派（ギベリン）」と呼ばれるようになる。

  - 錐揉みの乱で高野山から覚鑁らが追われ、弘田荘の豊福寺（後の根来寺の中心寺院）に拠点を遷す。
- 1141年
  - カトワーンの戦いで西遼の耶律大石がセルジューク朝のアフマド・サンジャルに勝利する。
  - 南宋で主戦派の岳飛が和平派の秦檜の陰謀により反逆罪で処刑される。
- 1142年
  - 南宋と金の紹興の和議。
  - 崇徳天皇が譲位し、第76代近衛天皇が即位。
  - 聖ヨハネ騎士団がクラック・デ・シュヴァリエを獲得。以後大幅な拡張工事を行う（ - 1170年）。
- 1143年
  - アフォンソ1世が即位、ポルトガル王国成立。
  - シチリア王国パレルモのマルトラーナ教会が宰相であるアンティオキアのイグナティウスによって建立される。
  - チェスターのロバートによりクルアーンの最初のラテン語訳がなされる。
- 1144年
  - 最初のゴシック建築とされるフランスのサン＝ドニ大聖堂が完成する（1136年 - ）。
  - イスラム支配下のイベリア半島バレンシア地方シャティバでヨーロッパ最初の製紙工場が作られる。
  - モースル太守ザンギーが十字軍国家エデッサ伯領を征服する。
- 1145年
  - 高麗仁宗の命を受け金富軾が撰した『三国史記』が完成する。
  - シトー会出身最初の教皇エウゲニウス3世が選出される。
- 1146年
  - セルジューク系アルトゥク朝によりディヤルバクルのマラバディ橋（英語版）が建設される。
- 1147年
  - 第2回十字軍（-1149年）。ヴェンド十字軍。
  - スーズダリ公ユーリー・ドルゴルーキーがチェルニゴフ公スヴャトスラフ・オレゴヴィチとモスクワで会見（年代記に登場する最古のモスクワの記録）。
  - ポルトガル王アフォンソ1世がリスボン攻防戦でリスボンをイスラム勢力から奪回。
  - ムワッヒド朝がマラケシュを占領しムラービト朝を滅ぼす。
  - 祇園闘乱事件。
- 1148年
  - シチリア王国が北アフリカのマフディーヤを制圧しズィール朝が滅亡。
  - ランス教会会議でクレルヴォーのベルナールがスコラ哲学者であるポワティエのジルベール（英語版）を非難宣告する。

### 1150年代
- 1150年
  - ゴール朝のアラーウッディーンがカンダハール近郊の戦いでガズナ朝に勝利。
    - ゴール朝はガズナを占領し、ガズナ朝はパンジャーブ地方のラホールに遷都。

  - バレンシア地方のシャティバでヨーロッパ最初の製紙工場が建てられる。
- 1152年
  - アリエノール・ダキテーヌがフランス王ルイ7世と離婚し、同年アンジュー伯アンリと再婚する。
  - シャンパーニュ伯アンリ1世が伯位を継ぐ。シャンパーニュの大市などの振興政策を行う。
  - シリアのアパメアが地震で壊滅する。
- 1153年
  - 金の海陵王が会寧から燕都（中都）へ都を遷す。
- 1154年 
  - アンジュー伯アンリがイングランド王ヘンリー2世となりプランタジネット朝を開く（アンジュー帝国）。
  - シチリア王ルッジェーロ2世の命によりイドリースィーが世界地図「タブラ・ロジェリアナ」を完成させる。
  - 東ローマ皇帝マヌエル1世がイタリア遠征を行うが失敗。
- 1155年
  - スウェーデン王エーリク9世のフィンランド遠征。北方十字軍始まる。
  - オーストリア辺境伯ハインリヒ2世がオーストリア公に昇爵。
    - この時期までにハインリヒ2世はクロスターノイブルクからウィーンへ遷都する。

  - ローマから急進的改革者アルノルド・ダ・ブレシアが追放され火刑に処せられる。
  - 近衛天皇が死去し、第77代後白河天皇が即位。
- 1156年
  - 保元の乱。
    - 鳥羽法皇が死去し、兄崇徳上皇と弟後白河天皇の対立が激化。
    - 源氏平氏の諸将が白河北殿を襲撃し炎上、後白河天皇側が勝利。
    - 藤原頼長は横死、崇徳上皇は讃岐国に配流される。
    - 信西を中心とした保元新制が成立。約350年ぶりに死刑が復活する。

  - スーズダリ公ユーリー・ドルゴルーキーがモスクワに木製の城砦を築く（クレムリンの始まり）。
- 1157年
  - スルタンのアフマド・サンジャルの病没により、統一セルジューク朝が滅亡。
  - ブランデンブルク辺境伯が設置され、アスカーニエン家のアルブレヒト熊公が封じられる。
- 1158年
  - 後白河天皇が譲位し、第78代二条天皇が即位。
- 1159年
  - 平治の乱。
    - 三条殿の襲撃により信西政権崩壊、藤原信頼・源義朝らが政権奪取。
    - 平清盛の巻き返しによる六波羅合戦、藤原信頼処刑、源義朝殺害。

  - ザクセンのハインリヒ獅子公がリューベック市を建設。

### 1160年代
- 1160年 
  - ウラジーミルの生神女就寝大聖堂が完成する。
  - 南宋で会子が紙幣として発行される。
  - 太皇太后藤原多子が二条天皇のもとに入内する（二代の后）。
  - 平清盛が正三位参議に補任され、武士として初めて公卿となる。
- 1161年 - 金が南宋との采石磯の戦いで敗北。海陵王が廃位殺害され世宗が即位。
- 1162年頃 - セーナ朝のバッラーラ・セーナ王がパーラ朝を滅ぼしベンガルを統一。
- 1163年 - パリのノートルダム大聖堂が着工される（最終的な完成は1345年）。
- 1164年
  - 平家一門が厳島神社に装飾経を寄進（平家納経）。
  - 南宋と金の隆興の和議（中国語版）（乾道の和議）。
  - スウェーデンのガムラ・ウプサラに大司教座が置かれる。
- 1165年
  - 二条天皇が譲位し、第79代六条天皇が即位。
  - 後白河院により蓮華王院が完成する。
- 1165年頃 - 東ローマ皇帝マヌエル1世のもとに司祭王ヨハネス（プレスター・ジョン）を差出人とする書簡が届けられる。
- 1166年
  - フランスのケルシー地方ロカマドゥールにて聖アマドゥールの聖遺物が発見される。
  - ハインリヒ獅子公がニーダーザクセンのブラウンシュヴァイクに獅子像（英語版）を建てる。
- 1167年
  - 平清盛が太政大臣となる。
  - 日本僧重源が南宋に渡る。
  - 南フランスのカラマンにてカタリ派の教会会議が開催される。
    - この会議を主催したのは東方から来たボゴミル派（ドラゴヴィツァ派）のニケタスとされている。
- 1168年
  - 朱熹と陸九淵の鵞湖の会がもたれる。
  - 日本僧明菴栄西が南宋に渡る。栄西と重源が合流しこの年に日本に帰国。
  - 六条天皇が譲位し、第80代高倉天皇が即位。平清盛が出家し福原に退隠し、六波羅館を息子重盛が継承。
  - ロスキレ司教アブサロンの指揮でデンマーク軍がスラブ系異教徒ラーン人の根拠地リューゲン島を征服。
  - ファーティマ朝宰相シャーワルが十字軍に対抗する焦土作戦でフスタート市を焼き尽くす。
- 1169年
  - エジプトでサラーフッディーンがファーティマ朝の宰相となる。
  - シチリア島のエトナ山で大噴火。

### 1170年代
- 1170年
  - カンタベリー大司教トマス・ベケット暗殺事件。
  - 高麗で庚寅の乱。
    - 李義方・鄭仲夫ら武臣は国王毅宗と太子を廃し、毅宗の弟明宗を擁立。
    - 以後100年近く続く高麗における武臣政権の成立。

  - 殿下乗合事件。
- 1171年
  - エジプトのファーティマ朝が断絶。代わってサラーフッディーンがアイユーブ朝を興す。
  - イングランド王として初めてヘンリ2世がアイルランドに上陸し東海岸地帯を支配。
- 1172年 - 南宋孝宗皇帝の兄で明州刺史の趙伯圭から日本の後白河法皇と平清盛に供物が届けられる。
- 1173年 - ピサの斜塔が着工される（最終的な完成は1372年）。
- 1174年 
  - 平清盛が大輪田泊（神戸）に経が島（経ヶ島）を築く。
  - シチリアのパレルモ・モンレアーレ大聖堂が完成する。
- 1176年
  - レニャーノの戦いで、ロンバルディア同盟が神聖ローマ皇帝フリードリヒ1世に勝利。
  - ミュリオケファロンの戦いで、ルーム・セルジューク朝軍が東ローマ皇帝マヌエル1世に勝利。
- 1177年
  - 後白河法皇の側近達が鹿ケ谷の陰謀を企てるが失敗。安元の大火（太郎焼亡）。
  - カスティーリャ王アルフォンソ8世が要塞都市クエンカを占領。
  - モンジザールの戦いで、エルサレム国王ボードゥアン4世がサラーフッディーンに勝利する。
- 1178年
  - 治承の大火（次郎焼亡）。
  - 高倉天皇の中宮徳子が言仁親王（後の安徳天皇）を出産。
- 1179年
  - 第3ラテラン公会議。この会議の決定でカタリ派が異端とされる。
  - 日本の朝廷で宋銭流通に関する議論が行われる。
    - 『百練抄』にはこの治承三年六月の条に「近日、天下上下病に悩む、これ銭病と号す」との記録がある。

  - 治承三年の政変で、後白河法皇が鳥羽離宮（鳥羽殿）に幽閉される。
  - 朱熹が江西省廬山の麓にある白鹿洞書院を再建する。

### 1180年代
- 1180年
  - ゲルンハウゼン帝国議会。
    - 神聖ローマ皇帝フリードリヒ1世が、ザクセン・バイエルン公ハインリヒ3世を帝国追放刑に処し所領を没収。
    - バイエルンはヴィッテルスバッハ家が、ザクセンはアスカーニエン家が領有する。

  - レバノンのマロン派教会が教会合同でローマ教会に復帰する。
  - 高倉天皇が譲位し、第81代安徳天皇が即位。福原行幸。
  - 治承・寿永の内乱（源平合戦）の始まり。
    - 以仁王が令旨を下し源頼政らと挙兵（以仁王の挙兵）。
    - 源頼朝ら各地の源氏が平氏に対して挙兵。
    - 石橋山の戦い、頼朝の鎌倉入り、富士川の戦い。
- 1181年 
  - 南都焼討、平清盛死去、養和の大飢饉。
  - クメール朝カンボジア国王にジャヤーヴァルマン7世が即位。
    - 最初の仏教信者の王としてアンコール・トム（バイヨン・象のテラス・ライ王のテラス他）の都城を建設。

  - ハンガリー国王ベーラ3世がザダル（ザラ）を含むアドリア海沿岸のダルマティア地方を占領する。
  - カナル・グランデにかかる最古の橋であるリアルト橋が掛けられる、
- 1182年
  - アンドロニコス・コムネノスが東ローマ帝国皇太后マリアを殺害。
    - 皇太后暗殺と同時にコンスタンティノポリス在留のヴェネツィアやジェノヴァなどラテン人も虐殺する（英語版）。
- 1183年 
  - 倶利伽羅峠の戦い、源義仲が京に進軍し平氏が都落ち。
    - 平氏とともに西走した安徳天皇と並立して、第82代後鳥羽天皇が即位。
    - 寿永二年十月宣旨（寿永の宣旨）。

  - 旅行家イブン・ジュバイルの第1回メッカ巡礼旅行。
- 1184年
  - 源義仲の没落と平氏追討の再開。
    - 水島の戦い、法住寺合戦、宇治川の戦い、粟津の戦い。
    - 一ノ谷の戦い。

  - ヴェローナ教会会議（英語版）。
    - 教皇ルキウス3世の勅書「アド・アボレンダム（英語版）」によりカタリ派・ヴァルド派・フミリアーティ（英語版）他が異端とされる。
- 1185年
  - 治承・寿永の内乱の終結。
    - 屋島の戦い。
    - 壇ノ浦の戦い。
      - 平氏が滅亡、安徳天皇は祖母平時子に抱かれて入水し8歳で崩御。

    - 守護地頭の設置（文治の勅許）。 元暦地震（文治地震）。
    - 後白河法皇による東大寺大仏再建の開眼供養が行われる。

  - ノルマン系シチリア国王グリエルモ2世が東ローマ帝国のテッサロニキを陥落させる
    - これで狂乱状態となった首都市民により皇帝アンドロニコス1世が殺害され、コムネノス朝が断絶する。

  - アセンとペタルの蜂起。第二次ブルガリア帝国が建国され皇帝ペタル4世が即位。
  - ロシアのイーゴリ公がポロヴェツ族（キプチャク族）に大敗。
- 1186年
  - 大原御幸。
  - 摂政近衛基通が失脚し、叔父の九条兼実が摂政になる。
    - 摂関家が近衛家と九条家に分裂し、五摂家の始まりとなる。

  - ラホールのガズナ朝をゴール朝が滅ぼす。
- 1187年 
  - クレッソン泉の戦い、ヒッティーンの戦い。
    - アイユーブ朝のサラーフッディーンがエルサレム王国の十字軍を壊滅させる。
    - エルサレム国王ギー・ド・リュジニャンは捕縛され、エルサレム市街はアイユーブ朝に降伏する。
    - イスラム教徒のエルサレム占領に対抗し、ザグウェ朝エチオピアの王ゲブレ・マスケルが「新しきエルサレム」である新都ラリベラを造営。

  - 山田寺講堂本尊薬師如来像が興福寺衆徒により強奪される（山田寺仏頭）。
- 1188年頃
  - ミュンヘンとブラウンシュヴァイク共同所有となっている「ハインリヒ獅子公の福音書（ドイツ語版）」が完成する。
- 1189年
  - スコットランド王ウィリアム1世がイングランドからの主権を回復（カンタベリー協定）。
  - 第3回十字軍（-1192年）。
  - 衣川の戦いで源義経が殺害される。奥州合戦により奥州藤原氏滅亡。
  - ホイサラ朝のバッラーラ2世が後期チャールキヤ朝を滅ぼす。

### 1190年代
- 1190年 
  - キリキアのサレフ川（ギョクス川）（英語版）で神聖ローマ皇帝フリードリヒ1世が溺死。
  - フランス王フィリップ2世の命でセーヌ川右岸のシテ島近辺に城砦を設置（ルーヴル宮殿の始まり）。
- 1191年
  - イングランド王リチャード1世がキプロス島を占領した後、フランス王フィリップ2世とともに地中海東岸に到着。
    - アッコ包囲戦に勝利した十字軍からフランス王フィリップ2世が離脱して帰国。
    - アルスフの戦いで、イングランド王リチャード1世の十字軍がサラーフッディーンを撃退。

  - イングランドのグラストンベリー修道院の墓地でアーサー王の古墓が発見されたとの報告がなされる。
  - 建久新制。
- 1192年
  - 後白河法皇が死去。源頼朝が征夷大将軍となる。
    - 一般的にはこれを以って、鎌倉時代の始まりとされる。

  - サラーフッディーンとリチャード1世の休戦協定（ヤッファ条約）。
    - 十字軍はシリアの海岸の領土とエルサレム巡礼の許可を得るだけにとどまる。

  - 帰国途中のリチャード1世をオーストリア公レオポルト5世が拘束する。
  - タラーインの戦いで、ゴール朝のシハーブッディーン・ムハンマドがチャーハマーナ朝のプリトヴィーラージャ3世（英語版）に勝利する。
    - 翌年にはデリーを占領しゴール朝の北インド支配が確定、ラージプート勢力は支配に服する。

  - 金の都燕京（北京）の盧溝橋が完成する。
- 1193年
  - 源頼朝の富士の巻狩り。曾我祐成・曾我時致兄弟が父の仇工藤祐経を討つ（曾我兄弟の仇討ち）。
  - 運慶作とされる栃木県足利市樺崎寺にあった木造大日如来坐像（現在は東京真如苑真澄寺所蔵）が作られる。
  - ゴール朝の将軍ムハンマド・バフティヤール・ハルジーがインドのナーランダ僧院を破却。
- 1194年
  - 南宋の孝宗（太上皇帝）が死去。
    - 皇帝光宗が趙汝愚・韓侂冑らに廃位され寧宗が即位（紹熙の内禅）。
    - 朱熹が寧宗の侍講に任ぜられるも、49日で免職される。

  - ホラズム・シャー朝がセルジューク朝を滅ぼし、イラン・イラクを制圧。
  - 神聖ローマ皇帝ハインリヒ6世のシチリア遠征。パレルモは降伏しオートヴィル朝は断絶。
- 1195年
  - アラルコスの戦い（英語版）でムワッヒド朝のヤアクーブ・マンスールがカスティーリャ軍に勝利。
  - 東ローマ皇帝イサキオス2世が廃位され、弟のアレクシオス3世が即位。
  - 南宋の宰相趙汝愚が韓侂冑により罷免され失脚する。
- 1196年
  - 慶元の党禁により朱熹の学派が弾圧される。
  - 高麗で崔忠献の武臣政権が成立。
  - 建久七年の政変。
- 1197年
  - ムワッヒド朝のヤアクーブ・マンスールが哲学を禁止し哲学者イブン・ルシュドを追放。
- 1198年
  - 後鳥羽天皇が譲位し、第83代土御門天皇が即位。
  - プシェミスル朝のボヘミア公オタカル1世が陞爵してボヘミア王となる。
  - 教皇インノケンティウス3世がフランス国王フィリップ2世を離婚問題から聖務停止に処す。
  - 修道士ヨアキムがカラブリア地方のシラ山にフィオーレ修道院を建立する。
- 1199年
  - ロマン・ムスティスラーヴィチによりハーリチ・ヴォルィーニ大公国（ガリツィア・ロドメリア大公国）が成立。
  - イングランド王リチャード1世が死去、弟ジョンが国王となる。
  - 教皇インノケンティウス3世がドイツ騎士団を騎士修道会として認可する。
  - 源頼朝が死去。
    - 息子の頼家が左中将になり家督を継ぐ。十三人の合議制が敷かれる。
    - 三左衛門事件で文覚らが佐渡に流される。

  - 高麗と日本の商人に対し南宋が銅銭の交易を禁ずる。

### 1200年代
- 1200年
  - 朱熹が死去。
  - 梶原景時の変。
  - 北条政子が明菴栄西を開山に招き鎌倉寿福寺を創建。
  - シトー会のアルベルト（英語版）が北方十字軍を組織してリヴォニアに侵攻しリガを制圧。

## 人物

### キリスト教世界

#### フランス
- ノジャンのギベール（英語版）（1055年頃 - 1124年） - フランスの修道士・歴史家・十字軍の歴史『フランク人による神の業』や自叙伝などの著作で知られる
- シャルトルのベルナール（？ - 1124年以降） - シャルトル大聖堂付属学校学長・シャルトル学派の創始者・「巨人の肩の上」の成句で有名
- ギヨーム9世（1071年 - 1126年） - 南フランスのアキテーヌ公（在位1088年 - 1126年）・「最初のトルバドゥール」と称される
- ジャウフレ・リュデル（？ - 1147年頃） - 南西フランスの貴族・トルバドゥール・トリポリ伯夫人に対する「遠くからの恋」の歌で有名
- ピエール・アベラール（1079年 - 1142年） - 神学者・スコラ学者（唯名論者）・エロイーズとの恋とそれに伴う去勢でも有名
- オータンのギスレヴェルトゥス（英語版）（12世紀前半） - フランスの彫刻家・ロマネスク様式でオータンのサン・ラザール大聖堂（英語版）を装飾する
- シャルトルのティエリ（英語版）（？ - 1150年） - 神学者・哲学者・『七自由学芸の書（ヘプタテウコン）』による古典学芸の集大成を行う
- シュジェール（1081年頃 - 1151年） - サン＝ドニ修道院長・国王ルイ7世不在の際の摂政・サン＝ドニ大聖堂を建立・歴史家でもある
- クレルヴォーのベルナール（1090年 - 1153年） - シトー会修道院長・神学者・説教者・教会博士（甘蜜博士）・第2回十字軍を勧請
- 尊者ピエール（フランス語版）（1094年 - 1156年） - クリュニー修道院長・「トレド集成」の作成を指導し12世紀ルネサンスの学術活動に貢献する
- サン・ヴィクトルのフーゴー（1096年 - 1141年） - キリスト教神学者・サン・ヴィクトル学派の創始者・著作に『ディダスカリコン』がある
- サン・ヴィクトルのリカルドゥス（英語版）（？ - 1173年） - キリスト教神学者・サン・ヴィクトルのフーゴーの後継者・著作に『三位一体論』がある
- アイメリ・ピコー（英語版）（生没年不詳） - 修道士・「サンティアゴ・デ・コンポステーラ巡礼案内記」を含む『カリクストゥス写本』を執筆する
- ペトルス・コメストル（英語版）（？ - 1178年） - キリスト教神学者・著作に『ヒストリア・スコラスティカ』がある・「煉獄」の語を最初に用いた
- ルイ7世（1120年 - 1180年）  - カペー朝のフランス国王（在位1137年 - 1180年）・第2回十字軍に参加・アリエノールの先夫
- ポワティエのペトルス（英語版）（1130年頃 - 1215年） - パリ大学の神学者・聖書の記述を概念図化した『キリスト系図史要覧』で知られる
- クレティアン・ド・トロワ（1135年頃 - 1183年頃） - フランスの吟遊詩人・『聖杯の騎士ペルスヴァル』など騎士道物語を作品とする
- モーリス・ド・シュリー（英語版）（？ - 1196年） - パリ司教・パリのノートルダム大聖堂の着工を推進・説教家としても有名
- ペトルス・カントール（？  - 1197年） - パリ大学の神学者・教会法の専門家として司牧や説教で活躍・「煉獄」の概念の形成にも影響を与える
- ピエール・ヴァルドー（1140年 - 1218年?） - ヴァルド派の始祖・リヨン出身の商人だったが巡回説教者になり教会に破門される
- ベルトラン・デ・ボルン（1140年頃 - 1215年以前） - フランスの貴族・トルバドゥール・ヘンリー若王に反逆を教唆・『神曲』では首を持つ亡霊となった
- アンドレアス・カペラヌス（英語版）（1150年 - 1220年） - フランスの著述家・シャンパーニュ伯夫人に仕えた司祭・『宮廷風恋愛の技術』を執筆
- フィリップ2世（尊厳王） （1165年 - 1223年） - フランス王（在位1180年 - 1223年）・第3回十字軍参加・王権の強化を推進

#### イングランド
- スティーブン （1096年 - 1154年） - ブロワ朝唯一のイングランド王（在位1135年 - 1154年）・無政府時代の内乱を招来
- マティルダ（1102年 - 1167年） - イングランド王ヘンリー1世の王女・スティーブンと王位継承を争う・ヘンリー2世の母
- アリエノール・ダキテーヌ（1122年 - 1204年） - アキテーヌ女公・フランス王ルイ7世王妃からイングランド王ヘンリー2世王妃となる
- ヘンリー2世（1133年 - 1189年） - アンジュー伯・プランタジネット朝の初代イングランド国王（在位1154年 - 1189年）
- ギラルドゥス・カンブレンシス（英語版）（1145年 - 1223年） -  ウェールズ出身の聖職者・文人・ヘンリー2世以下に仕え『アイルランド地誌』を執筆
- リチャード1世（獅子心王）（1157年 - 1199年） - イングランド王（1189年 - 1199年）・第3回十字軍でのサラーフッディーンとの対決が有名
- ジョン（欠地王） （1167年 - 1216年） - イングランド王（在位1199年 - 1216年）・兄リチャード1世不在の時期に国政を担当
- ロビン・フッド（生没年不詳） - イングランドの伝説上の義賊・国王リチャード1世が十字軍で不在の時期に圧政に抵抗したとされる
- バースのアデラード（1080年頃 - 1152年頃） - イングランド出身の学者・エウクレイデス『原論』やフワーリズミー『天文表』を翻訳
- マームズベリのウィリアム（1095年？ - 1143年） - イングランドの歴史家・ベネディクト会士・ベーダを継いで『歴代イングランド王の事績』を執筆
- リーヴォーのアエルレッド（1100年 - 1167年） - シトー会修道院長・霊的著作として『霊的友情』が、歴史書として『イングランド王の系譜』がある
- ジェフリー・オブ・モンマス（1100年頃 - 1155年頃） - イングランドの聖職者・歴史家・アーサー王伝説に基づく『ブリタニア列王史』を執筆
- ソールズベリーのジョン（英語版）（1115年? - 1180年） - イングランド出身の聖職者・シャルトル学派の一人・著作に『メタロギコン』がある
- トマス・ベケット（1118年 - 1170年） - イングランドのカンタベリー大司教・教会勢力を擁護しヘンリー2世配下の騎士に暗殺される
- マリー・ド・フランス（12世紀後半） - フランス生まれの女流詩人・ヘンリー2世の宮廷で活躍し「マリー・ド・フランスのレー」ほかを残す

#### スコットランド
- デイヴィッド1世 （1080年 - 1153年） - スコットランド王（在位1124年 - 1153年）・カーライルの貨幣鋳造所を獲得
- ウィリアム1世（1143年 - 1214年） - スコットランド王（在位1165年 - 1214年）・イングランドとカンタベリー協定を締結

#### アイルランド
- マラキ （1094年頃 - 1148年） - アーマー大司教・アイルランドにシトー会修道制を導入・その名に仮託された預言書も有名

#### イタリア
- イルネリウス（1055年？ - 1130年？） - ボローニャの法学者で註釈学派の開祖・法実務から法学を独立させ「法の光」と呼ばれる
- カリストゥス2世（1065年/1068年? - 1124年） - ローマ教皇（在位1119年 - 1124年）・ヴォルムス協約により叙任権闘争を終わらせる
- ヴェネツィアのジャコモ（？ - 1147年以降） - 翻訳家・アリストテレス『分析論前書・後書』他の著作をギリシア語からラテン語に翻訳する
- ルッジェーロ2世（1095年 - 1154年） - オートヴィル朝の初代シチリア王（在位1130年 - 1154年）・パレルモにカッペッラ・パラティーナを建設
- アルノルド・ダ・ブレシア（1100年？ - 1155年） - ローマの参事会員・教会改革を訴えて教皇を放逐し共和政を樹立・後に火刑にされる
- ヨハンネス・グラティアヌス（1100年？ - 1150年？） - ボローニャの法学者・『グラティアヌス教令集』を精選し「カノン法の父」と呼ばれる
- ペトルス・ロンバルドゥス（1100年頃 - 1160年） - キリスト教神学者・『命題集（センテンティエ）』を著し「命題集の師」と呼ばれる
- アレクサンデル3世（1105年？ - 1181年） - ローマ教皇（在位1159年 - 1181年）・第3ラテラン公会議を招集・皇帝フリードリヒ1世を破門
- フィオーレのヨアキム（1135年 - 1202年） - シトー会修道院長・ヨアキム主義と呼ばれる終末論的神秘思想を唱えるが異端ともされる

#### イベリア半島
- イシドロ・デ・メルロ（1070年頃 - 1130年） - スペインのマドリッドの農夫・生前からその敬虔さと徳行で知られ後にマドリッドの守護聖人とされる
- アブラハム・イブン・エズラ（1090年/1092年 - 1164年/1167年） - スペインのトレド出身のユダヤ教ラビ・諸学に通じ聖書註解学に画期をなす
- カリンティアのヘルマン（英語版）（1100年頃 - 1160年頃） - スペインで活躍した翻訳家・エウクレイデス『原論』や『コーラン』を翻訳
- クレモナのジェラルド（1114年頃 - 1187年） - トレドで活躍した翻訳家・プトレマイオス『アルマゲスト』他を翻訳・12世紀ルネサンスの代表
- チェスターのロバート（生没年不詳） - トレドで活躍した翻訳家・『コーラン』のラテン語訳のほか天文学・数学・錬金術の文献も翻訳する
- アフォンソ1世（1109年 - 1185年） - ポルトガル王国ボルゴーニャ朝初代国王（在位1139年 - 1185年）・リスボン攻防戦でリスボンを獲得

#### 神聖ローマ帝国
- レオポルト3世（1073年 - 1136年） - バーベンベルク家のオーストリア辺境伯・ヴォルムス協約で活躍・修道院の振興に努め聖人となる
- テオフィロス・プレスビテル（12世紀初頭） - ドイツのベネディクト会士・絵画や金工に関し『さまざまな技能について（諸技芸提要）』を著す
- ホノリウス・アウグストドゥネンシス（オータンのホノリウス）（1180年 - 1154年） - ドイツの神学者・『世界像』ほか多くの著作がある
- クサンテンのノルベルトゥス（1082年 - 1134年） - マクデブルク大司教・クサンテン聖堂参事会員・プレモントレ会を創設する
- ハインリヒ5世（1086年 - 1125年） - ザーリアー朝の神聖ローマ皇帝（在位1111年 - 1125年）・ヴォルムス協約を締結
- コンラート3世（1093年 - 1152年） - シュタウフェン朝のドイツ王（在位1138年 - 1152年）・第2回十字軍参加
- ビンゲンのヒルデガルト（1098年 - 1179年） - ドイツのベネディクト会系女子修道院長・神秘家・作曲家・薬学者・著作に『道を知れ』がある
- フライジングのオットー（1114年 - 1158年） - フライジング司教・コンラート3世の異父弟・歴史家として普遍史『年代記』を執筆
- フリードリヒ1世（赤髭王）（1123年 - 1190年） - シュタウフェン朝の神聖ローマ皇帝（在位1152年 - 1190年）・第3回十字軍参加
- ハインリヒ3世（獅子公）（1129年 - 1195年） - ザクセン公とバイエルン公を兼任・皇帝に次ぐ権力を持ったが所領を没収され追放される
- ランドゥスベルクのヘラデ（英語版）（1130年頃 - 1195年） - アルザスの修道女・ヴォーゲゼンのホーエンブルク修道院長・『喜びの庭』を執筆し挿絵も描く

#### 北欧
- シグール1世（英語版）（1090年頃 – 1130年） - ノルウェー王（在位1103年 - 1130年）・ノルウェー十字軍を率いて地中海各地を歴訪する
- アブサロン（1128年頃 - 1201年） - デンマークのロスキレ司教・ルンド大司教・政治家・ヴェンド人と戦いコペンハーゲンの基礎を築く
- エリク9世（聖王）（英語版）（？ - 1160年） - エリク家のスウェーデン王（在位1150年 - 1160年）・フィンランド遠征（北方十字軍）に参加
- サクソ・グラマティクス（1150年 - 1220年） - デンマークの歴史家・北欧神話やハムレット伝説も含めた『デンマーク人の事績』を執筆

#### 東ローマ帝国
- エウティミオス・ジガベノス（英語版）（？ - 1118年） - 東ローマ帝国の神学者・異端論駁書『パノプリア・ドグマティケー（教義の完全武装）』を執筆
- ヨハネス・ゾナラス（英語版）（12世紀初頭） - 東ローマ帝国の歴史家・宮廷官房官・修道士となり天地創造から12世紀までの年代記『歴史梗概』を著述
- ニケフォロス・ブリュエンニオス（孫）（英語版）（1062年/1082年 - 1137年)  - 東ローマ帝国の軍人・アンナ・コムネナの夫・歴史家として『歴史』を執筆
- アンナ・コムネナ（1083年 - 1153年） - 東ローマ皇帝アレクシオス1世コムネノスの皇女・女流歴史家で『アレクシアス』の著者
- ヨハネス2世（1087年 - 1143年） - 東ローマ帝国コムネノス朝第2代皇帝（在位1118年 - 1143年） - カロヨハネスと呼ばれた名君
- ヨハネス・ツェツェス（英語版）（1110年頃 - 1180年以降） - 東ローマ帝国の古典文献学者・詩人・『キリアデス（史書千巻）』などの著作を残す
- マヌエル1世（1118年 - 1180年） - 東ローマ帝国コムネノス朝第3代皇帝（在位1143年 - 1180年）・帝国再興を目指しメガスと呼ばれる
- イサキオス2世（1156年 - 1204年） - 東ローマ帝国アンゲロス朝初代皇帝（在位1185年 - 1195年）・兄弟争いで第4回十字軍を招く
- ヤコボス・コッキノバフォス（英語版）（生没年不詳） - 東ローマ帝国の修道士・ギリシア語による彩色写本『聖母マリア讃詞集』を作成

#### 東欧
- プラハのコスマス（英語版）（1045年頃 - 1125年） - ボヘミアの年代記作家・プラハ聖堂参事会長・『ボヘミア人の年代記』を執筆
- ウラジーミル2世モノマフ（1053年 - 1125年） - キエフ大公（在位1113年 - 1125年）・キエフを再統一・「モノマフの帽子」伝説に仮託される
- 年代記者ネストル（1056年頃 - 1114年） - キエフの洞窟修道院の修道士・ロシア最古の記録である『原初年代記』を編纂
- ユーリー・ドルゴルーキー（1099年 - 1157年） - スーズダリ公（在位1108年 - 1157年）・キエフ大公ともなりモスクワを建設
- ステファン・ネマニャ（1113年 - 1200年） - セルビア王国ネマニッチ朝初代国王（在位1171年 - 1196年）・ヒランダル修道院を創建
- ベーラ3世（1148年頃 - 1196年） - ハンガリー王国アールパード朝の国王（在位1172年 - 1196年）・領土拡大により最盛期を現出
- イーゴリ・スヴャトスラーヴィチ（1151年 - 1202年） - ロシアのノヴゴロド・セーヴェルスキイ公・『イーゴリ遠征物語』の主人公

#### 十字軍国家
- ジェラール・タンク（トム）（1040年頃 - 1120年） - 聖ヨハネ騎士団初代総長・病院と宿泊施設の提供をする修道騎士団を創設する
- ボードゥアン1世（1065年頃 - 1118年） - 第1回十字軍の指導者の一人・初代エルサレム王（在位1100年 - 1118年）
- ユーグ・ド・パイヤン（1070年頃 - 1136年） - テンプル騎士団初代総長・巡礼者守護のための修道騎士団を創設する
- ルノー・ド・シャティヨン（1125年頃 - 1187年） - アンティオキア公・十字軍強硬派の中心・ハッティンの戦いを起こし捕虜となり処刑される
- ギヨーム・ド・ティール（1130年頃 - 1186年） - ティルス大司教・ボードゥアン4世の家庭教師・歴史家として『エルサレム王国史』を残す
- バリアン・ディブラン（1140年頃 - 1193年） - ラムラ領主・サラーフッディーンとのエルサレム攻防戦では十字軍側の指揮をとるが敗北する
- ボードゥアン4世（1161年 - 1185年） - エルサレム国王（在位1174年 - 1185年）・重病ながらもモンジザールの戦いでは勝利を得る
- ギー・ド・リュジニャン（1159年 - 1194年） - エルサレム国王（在位1186年 - 1192年）・ハッティンの戦いで敗れてエルサレムを喪失

### イスラム世界
- アル・ハリーリー（1054年 - 1122年） - バスラ生まれの詩人・著作家・マカーマを大成した『マカーマート』や『潜水夫の真珠』がある
- ガザーリー（1058年 - 1111年） - ペルシアのイスラム神学者・哲学者・神秘主義者（スーフィー）・著作に『哲学者の矛盾』がある
- イブン・トゥーマルト（1080年頃 - 1130年頃） - ベルベル人のマフディー（救世主）・神の唯一性を唱えムラービト朝に反抗
- サナーイー（？ - 1131年/1134年/1150年） - ペルシアの神秘主義詩人・代表作に「真理の園」がありアッタールやルーミーに影響を与える
- アフマド・サンジャル（1086年 - 1157年） - 大セルジューク朝の最後のスルタン（在位1118年 - 1157年）・王朝の再興に一時的に成功する
- ザンギー（1087年？ - 1146年） - アタベク政権ザンギー朝の初代君主（在位1127年 - 1146年）・十字軍への組織的抵抗を開始
- アラー・ウッディーン・フサイン2世（？ - 1161年） - ゴール朝の君主（在位1149年 - 1161年）・ガズナ朝に勝利しガズナを奪取する
- ニザーミー・アルーズィー（生没年不詳） - サマルカンド出身でゴール朝に仕えた詩人・散文家・『四つの講話』の著者として知られる
- アブドゥルムウミン（1094年 - 1163年） - ムワッヒド朝の初代アミール（在位1130年 - 1163年）でイブン・トゥーマルトの後継者
- ウサマ・イブン・ムンキズ（1095年 - 1188年） - シャイザール出身の文人・十字軍時代のムスリム側の記録『キターブ・ル・ヤティバール』を残す
- イブン・バーッジャ（1095年？ - 1138年） - ムラービト朝の宰相・西方イスラム哲学の始祖・著作に『孤独者の経綸』がある
- イドリースィー（1099年/1100年？ - 1165年/1166年/1180年？） - シチリア王に仕えた地理学者・世界地図『ルッジェーロの書』を作成
- アフマド・ヤサヴィー（1103年 - 1166年） - ブハラで活躍したテュルク語詩人・スーフィー・テュルキスタンに記念の霊廟が残る
- イブン・トファイル（1105年-1185年） - ムワッヒド朝に仕えた侍医・西方イスラム哲学者・著作に『ヤクザーンの子ハイイの物語』がある
- ヌールッディーン（1118年 - 1174年） - アタベク政権ザンギー朝の第2代君主（在位1146年 - 1174年）・エデッサ伯領を滅ぼす
- ディマシュキー（？ - 1175年以降） - ダマスクス出身の商人・イスラム式の貨幣論や経営論をまとめた『商業の功徳』を執筆する
- イブン・ルシュド（1126年 - 1198年） - ムワッヒド朝の西方イスラム哲学の中心人物・ガザーリーの論敵・著作に『矛盾の矛盾』がある
- ルーズビハーン・バクリー（英語版）（1128年 - 1209年） - シーラーズで活躍したペルシア語詩人・スーフィー・著作に自叙伝『秘密の開示（カシュフ・アル=アスラール）』がある
- マイモニデス（1135年 - 1204年） - スペイン出身のユダヤ教徒ラビ・哲学者・サラーフッディーンの侍医・著作に『ミシュネー・トーラー』がある
- サラーフッディーン（1138年 - 1193年）- アイユーブ朝の初代君主（在位1171年 - 1193年）・イェルサレムを十字軍から奪回
- ラーヴァンディー（生没年不詳） - ルーム・セルジューク朝の歴史家・セルジューク朝の歴史書『胸の安らぎと喜びの証し』を執筆
- ニザーミー（1141年 - 1209年） - ペルシアの詩人・『ホスローとシーリーン』『ライラとマジュヌーン』の作者
- イブン・ジュバイル（1145年 - 1217年） - ムワッヒド朝の旅行家・アラビアからエジプトそしてシチリアを遍歴した『旅行記』がある
- イブン・シャッダード（1145年 - 1234年） - アイユーヴ朝の文筆家・サラーフッディーンに近侍し『サラーフッディーン伝』を執筆
- スフラワルディー（1155年 - 1191年） - ペルシアのイスラム神学者・神秘主義者で照明学派（英語版）（イシュラーク派）の祖・保守派と対立し獄死
- ヤアクーブ・マンスール（？ - 1198年） - ムワッヒド朝のアミール（在位1184年 - 1198年）・王朝の最盛期・哲学者イブン・ルシュドを追放
- アラーウッディーン・テキシュ（？ - 1200年） - ホラズム・シャー朝の第6代君主（在位1172年 - 1200年）・イラクのセルジューク朝を滅ぼす
- ギヤースッディーン・ムハンマド（？ - 1203年） - ゴール朝の君主（在位1163年 - 1203年）・イラクから北インドまで領土拡大
- シハーブッディーン・ムハンマド（？ - 1206年） - ゴール朝のギヤースッディーンの弟・タラーインの戦いに勝利・後に兄の跡を継ぐ

### 南アジア・チベット・東南アジア
- ラーマーヌジャ（1017年 - 1137年） - インドの哲学者・バクティ信仰でヒンドゥー教を変革しカビールやナーナクに影響を与える
- ミラレパ（1052年 - 1135年） - チベット仏教の修行者・宗教詩人・四大宗派の一つであるカギュ派の祖
- ヴィシュヌヴァルダナ（？ - 1152年） - ホイサラ朝の王（在位1110年 - 1152年）・ホイサレシューヴァラ寺院を建立
- スーリヤヴァルマン2世（？ - 1150年） - カンボジアのアンコール朝の国王（在位1113年 - 1150年）・アンコール・ワットを建設
- バースカラ2世（1114年 - 1185年） - インドの数学者・天文学者・『リーラーヴァティ』『ビージャガニタ』『シッダーンタ・シロマーニ』を著す
- ジャヤデーヴァ（12世紀） - セーナ朝時代の詩人・叙情詩『ギータ・ゴーヴィンダ』（牛飼いの歌）でベンガル文学を代表しバクティ信仰に影響
- カンバン（12世紀） - チョーラ朝時代の詩人・叙事詩『イラーマーヴァダーラム（ラーマの降臨）』でタミル文学（サンガム文学）を代表する
- カルハナ（12世紀） - カシミール出身の歴史家・古代からこの時代までの歴史叙事詩『ラージャタランギニー（王統の流れ）』を執筆する
- アッカ・マハーデーヴィー（1130年頃 - 1160年） - インドの女性神秘家・シヴァ神への熱烈なバクティ信仰で有名・カンナダ語の詩人でもある
- ジャヤーヴァルマン7世（1130年 - 1218年） - カンボジアのアンコール朝の国王（在位1181年 - 1218年）・アンコール・トムを建設
- プリトヴィーラージャ3世（1149年 - 1192年） - チャーハマーナ朝の王（在位1165年 - 1192年）・ラージプートを糾合しゴール朝と戦う
- チャンド・バルダーイー（12世紀末に活躍） - インドのヒンディー語の宮廷詩人・叙事詩的年代記『プリトヴィーラージ・ラーソー』の作者

### 東アジア

#### 北宋・南宋
- 蔡京（1047年 - 1126年） - 北宋末の政治家・宰相・書家・新法党に属し「元祐朋党碑」を建立・奸臣「六賊」の一人
- 童貫（？ - 1126年） - 北宋末の宦官で軍人・奸臣「六賊」の一人・方臘の乱を鎮圧するも北遼制圧に失敗し斬首される
- 高俅（？ - 1126年） - 北宋末の武官（殿帥府太尉）・食客から出世し軍政を掌握・『水滸伝』では「四奸臣」の一人で最大の憎まれ役
- 方臘（？ - 1121年） - 北宋末の方臘の乱の指導者・喫菜事魔（マニ教の流れか）を行う・江南で反乱を起こすも童貫に制圧される
- 宋江（生没年不詳） - 北宋末の山東の反乱指導者・後に転じて方臘の乱の討伐に与したか・『水滸伝』では梁山泊の首領
- 圜悟克勤（1063年 - 1135年） - 北宋末期から南宋初期の禅僧・語録であり公案集でもある『碧巌録』を編纂・墨蹟「流れ圜悟」も有名
- 元祐皇后（1072年 - 1131年） - 北宋の哲宗の皇后（孟氏)・掖庭の獄で廃后・靖康の変を逃れて張邦昌に擁立され南宋の建国に寄与
- 劉予（1078年 - 1146年） - 北宋の政治家・張邦昌の楚の崩壊後に金の傀儡国家斉の皇帝となる・後に斉が解体され帝位を降りる
- 張邦昌（1081年 - 1127年） - 北宋の政治家・靖康の変後に金の傀儡国家楚の皇帝になる・退位するも許されず処刑される
- 徽宗 （1082年 - 1135年） - 北宋の第8代皇帝（在位1100年 - 1125年）・「風流天子」と呼ばれ画家で書家でもある
- 李綱（1085年 - 1140年） - 南宋の宰相・靖康の変前から抗金の主戦派・高宗に仕え「十事」の刷新を唱えるが失脚
- 李清照（1084年 - 1153年） - 北宋末期から南宋初期の女流詩人（詞人）・靖康の変で江南に落ちのびる・詞集『漱玉集』がある
- 張択端（1085年 - 1145年） - 北宋の画家・首都開封の繁栄を描いた「清明上河図」で知られる
- 孟元老（生没年不詳） - 北宋末期から南宋初期の文人・靖康の変で南渡し首都開封の記録である『東京夢華録』を執筆
- 米友仁（1086年 - 1165年） - 北宋末期から南宋初期の画家・書家・米芾の子・「瀟湘奇観図」や「雲山墨戯図」がある
- 秦檜（1090年 - 1155年） - 南宋の宰相・金との和平派・金に拉致されるが帰国し金と紹興の和議を結ぶ
- 蘇漢臣（英語版）（1094年 - 1172年） - 北宋末期から南宋初期の画家・徽宗から高宗・孝宗に仕える・「秋庭嬰戯図」「貨郎図」などがある
- 茅子元（中国語版）（1096年？ - 1166年） - 南宋の僧侶・蘇州延祥寺の住持・阿弥陀信仰をもとに白蓮教を創始するが禁止される
- 欽宗（1100年 - 1161年） - 北宋の第9代皇帝（在位1125年 - 1127年）・靖康の変で父徽宗らと金に連行される
- 岳飛（1103年 - 1141年） - 南宋の武将・金との主戦派・中原回復の機を窺うが和平派により処刑される
- 高宗（1107年 - 1187年） - 南宋の初代皇帝（在位1127年 - 1162年）・徽宗の子で欽宗の弟・靖康の変を逃れ臨安に遷都
- 王日休（中国語版）（1105年 - 1173年） - 南宋の国学進士・居士・浄土教の熱心な信者となり『龍舒浄土文』を執筆
- 虞允文（1110年 - 1174年） - 南宋の丞相・金の南進を阻止するべく軍事参謀として采石磯の戦いで海陵王を撃破する
- 洪邁（1123年 - 1202年） - 南宋の政治家・儒学者・秦檜を批判し左遷される・志怪小説『夷堅志』や『容斎随筆』で有名
- 陸游（1125年 - 1210年） - 南宋の政治家・詩人で「南宋四大家」の一人・詩集に『剣南詩稿』がある
- 孝宗（1127年 - 1194年） - 南宋の第2代皇帝（在位1162年 - 1189年）・南宋の最盛期を現出・その治世が「乾淳の治」
- 趙汝愚（？ - 1196年） - 南宋の宰相・朱熹の庇護者・光宗を廃し寧宗の擁立を謀る・韓侂冑らにより慶元の党禁で失脚
- 朱熹（1130年 - 1200年） - 南宋の儒学者・朱子学（新儒学）の大成者・弟子のまとめた『朱子語類』が知られる
- 呂祖謙（1137年 - 1181年） - 南宋の儒学者・朱熹と陸象山との会談（鵝湖の会）を準備したことで知られる
- 陸象山（1139年 - 1192年） - 南宋の儒学者・朱熹の論敵・「心即理」の概念は陽明学の淵源となる
- 辛棄疾（1140年 - 1207年） - 南宋の政治家・詞人・金の支配下に生まれ育つも武装蜂起して南宋に帰順・詞集『稼軒集』がある
- 李鳳娘（1144年 - 1200年） - 南宋の光宗の皇后・寧宗の生母・光宗に代わって専権をふるい紹熙の内禅を招く

#### 金
- 完顔阿骨打（1068年 - 1123年） - 女真族の金の初代皇帝（太祖）（在位1115年 - 1123年）・猛安・謀克の制を整備し遼に大勝
- 太宗（1075年 - 1135年） - 女真族の金の第2代皇帝（在位1123年 - 1135年）・阿骨打の弟・遼と北宋をそれぞれ滅ぼす
- 撻懶（？ - 1139年） - 金の皇族（太祖・太宗の叔父盈歌の子）・将軍・秦檜を南宋に帰国させて和議工作を進めるが反対派により処刑される
- 斡啜（兀朮）（？ - 1148年） - 金の皇族（太祖の子）・将軍・政治家・南宋との間に淮河から秦嶺以北を金の領土とする紹興の和議を締結
- 王重陽（1112年 - 1170年） - 金の道士・道教の一派である全真教の開祖・弟子に丘長春（長春真人）がいる
- 海陵王（1122年 - 1161年） - 金の第4代皇帝（在位1150年 - 1161年）・燕京に遷都・南宋と采石磯で戦うも敗北し廃位される
- 世宗（1123年 - 1189年） - 金の第5代皇帝（在位1161年 - 1189年）・南宋と乾道の和約を結ぶ・その治世が「大定の治」

#### 遼・西遼
- 天祚帝（1075年 - 1125年） - 遼の最後の皇帝（在位1101年 - 1125年）・金と北宋に挟撃され降伏し遼は滅亡する
- 耶律大石（1087年 - 1143年） - 西遼（カラ・キタイ）の建国者・皇帝（徳宗）（在位1132年 - 1143年）

#### 高麗
- 金富軾（1075年 - 1151年） - 高麗の官僚・儒学者・仁宗の命で現存する朝鮮最古の歴史書『三国史記』を編纂
- 知訥（1158年 - 1210年） - 高麗の僧侶・韓国仏教で最も勢力を拡大した曹渓宗の宗祖・松広山（曹渓山）吉祥寺を再興

#### 日本
- 白河天皇（1053年 - 1129年） - 第72代天皇（在位1072年 - 1086年）・上皇（法皇）として堀河・鳥羽・崇徳の三代で院政を行う
- 覚猷（鳥羽僧正）（1053年 - 1140年） - 僧侶・天台座主・鳥獣人物戯画の作者に擬せられ戯画「鳥羽絵」の祖とされる
- 藤原顕隆（1072年 - 1129年） - 公卿・権中納言・白河院の近臣・摂関を越えて政策を決定したので「夜の関白」と評される
- 良忍（聖応大師）（1073年 - 1132年） - 僧侶・融通念仏宗の開祖・京都大原の来迎院を再興・天台声明を統一する
- 皇円（1074年？ - 1169年） - 天台宗の僧侶（肥後阿闍梨）・日本初の編年体の歴史書『扶桑略記』を編纂・浄土宗の開祖法然の師
- 藤原忠実（1078年 - 1162年） - 公卿・摂政・関白・太政大臣・白河院に圧迫されながら摂関家を維持・忠通や頼長の父
- 源義親（？ - 1108年）  - 武将・源義家の子・対馬守に任じられるが九州各地で狼藉を行い平正盛に追討される（康和の乱）
- 藤原定信（1088年 - 1156年） - 書家（世尊寺流）・「西本願寺本三十六人家集貫之集（石山切）」や「金沢本万葉集」を残す
- 覚鑁（興教大師）（1095年 - 1144年） - 僧侶・真言宗中興の祖にして新義真言宗の祖・根来寺開山
- 源為義（1096年 - 1156年） - 武将・左馬頭・河内源氏の棟梁・保元の乱で処刑される・義朝や為朝の父
- 藤原忠通（1097年 - 1164年） - 公卿・摂政・関白・太政大臣・書家（法性寺流）・直系子孫が五摂家に分立
- 鳥羽天皇（1103年 - 1156年） - 第74代天皇（在位1107年 - 1123年）・院政を行う・崩御して保元の乱が発生
- 源頼政（1104年 - 1180年） - 武将・平治の乱では平氏方に与す・後に以仁王の挙兵に従い宇治平等院の戦いで敗死
- 藤原通憲（信西）（1106年？ - 1160年） - 学者・僧侶・後白河院の近臣・保元新制を指導するが平治の乱で横死
- 藤原俊成（1114年 - 1204年） - 公卿・歌人・『千載和歌集』の選者・家集に『長秋詠藻』がある・藤原定家は子
- 平清盛（1118年 - 1181年） - 武将・公卿・太政大臣・平氏政権の全盛期・治承三年の政変や福原遷都で反発を招く
- 西行（1118年 - 1190年） - 僧侶・歌人で『新古今和歌集』最多入撰・私家集として『山家集』がある
- 崇徳天皇（1119年 - 1164年） - 第75代天皇（在位1123年 - 1142年）・保元の乱で讃岐国に配流・怨霊伝説あり
- 藤原頼長（1120年 - 1156年） - 公卿・左大臣（悪左府）・保元の乱で横死・日記『台記』を残す
- 重源（1121年 - 1206年） - 僧侶・東大寺大勧進職・治承・寿永の乱で焼失した東大寺を再建
- 藤原秀衡（1122年？ - 1187年） - 奥州藤原氏第3代当主・治承・寿永の乱でも独立を維持・落ち延びた源義経を庇護
- 源義朝（1123年 - 1160年） - 武将・保元の乱では勝利するが平治の乱で敗死・頼朝や義経らの父
- 後白河天皇（1127年 - 1192年） - 第77代天皇（在位1155年 - 1158年）・治承・寿永の乱を生き残る・『梁塵秘抄』を撰述
- 常盤光長（生没年不詳） - 絵師（土佐派）・後白河院の命で『年中行事絵巻』『伴大納言絵詞』を描く・『吉備大臣入唐絵巻』も描いたか
- 藤原信頼（1133年 - 1160年） -  公卿・権中納言・後白河院の近臣・平治の乱で信西を倒すが政権を守れず乱後に処刑される
- 平重盛（1138年 - 1179年） - 武将・公卿・内大臣（小松内大臣）・平清盛の長男・鹿ケ谷の陰謀で立場を失う
- 藤原成親（1138年 - 1177年） - 公卿・権大納言・後白河院の近臣・西光や俊寛らと鹿ケ谷の陰謀を企てたとして流される
- 北条時政（1138年 - 1215年） - 鎌倉幕府初代執権（在任1203年 - 1205年）・源頼朝の義父として挙兵を援助
- 源為朝（1139年 - 1170年） - 武将・平治の乱で敗北し伊豆大島へ配流・琉球王家の始祖伝説あり
- 文覚（1139年 - 1203年） - 僧侶・もとは北面武士・神護寺再興の強訴で伊豆に流され頼朝の挙兵を鼓舞・後には佐渡にも流される
- 梶原景時（1140年？ - 1200年） - 武将・鎌倉幕府侍所所司・源頼朝に近侍し源義経と対立・梶原景時の変で滅ぼされる
- 熊谷直実（1141年 - 1207年） - 武将・御家人・源平合戦での一ノ谷の戦いでの平敦盛との哀話は有名・後に法然に帰依する
- 俊寛（1143年 - 1179年） - 僧侶（僧都）・法勝寺執行・後白河院の近臣・鹿ケ谷の謀議に加わり鬼界ヶ島に流刑・赦されずこの地で死去
- 平宗盛（1147年 - 1185年） - 武将・公卿・内大臣（屋島大臣）・清盛没後の平氏一門を統率・壇ノ浦の敗北後に斬首される
- 源頼朝（1147年 - 1199年） - 鎌倉幕府初代将軍（在任1192年 - 1199年）・源義仲と平氏一門を滅ぼし奥州合戦に勝利
- 九条兼実（1149年 - 1207年） - 公卿・摂政・関白・太政大臣・九条家の祖・この時代の記録として『玉葉』を残す
- 源通親（1149年 - 1202年） -  公卿・後白河院の近臣・内大臣・「源博陸」・建久七年の政変で九条兼実を失脚させる
- 運慶（？ - 1224年） -  仏師・南都焼討からの復興で快慶らとともに活躍・代表作は東大寺南大門金剛力士像
- 以仁王（1151年 - 1180年） - 後白河院の皇子・「以仁王の令旨」により諸国の源氏に平氏打倒の挙兵を促したが敗死する
- 高階栄子（1151年？ - 1216年） - 後白河院の寵姫（丹後局）・宣陽門院の母・後鳥羽天皇の擁立や鎌倉幕府との交渉に影響力があった
- 平知盛（1152年 - 1185年） - 武将・公卿・権中納言（新中納言）・兄宗盛を補佐し平氏都落ち以後は転戦・壇ノ浦で入水
- 源義仲（1154年 - 1184年）- 武将・征夷大将軍（征東大将軍）・平氏一門を都落ちさせる・後に源義経に追討される
- 平重衡（1157年 - 1185年）- 武将・公卿・南都焼討により東大寺や興福寺を炎上させる・一ノ谷の戦いで捕虜となり斬首
- 平維盛（1158年 - 1184年） - 武将・公卿・重盛の嫡男・富士川の戦いや倶利伽羅峠の戦いで敗北・一門を離脱し那智で入水
- 源義経（1159年 - 1189年） - 武将・検非違使・壇ノ浦の戦いで平氏一門を滅ぼす・後に奥州合戦で兄の頼朝に追討される